# Hổ Bengal
Hổ Bengal hay Hổ hoàng gia Bengal (danh pháp khoa học: Panthera tigris tigris) là một phân loài hổ được tìm thấy nhiều nhất tại Bangladesh, Ấn Độ, Nepal, Bhutan và miền nam Tây Tạng. Chúng được liệt kê là loài có nguy cơ tuyệt chủng trong Danh sách Đỏ IUCN kể từ năm 2008, và được ước tính bao gồm ít hơn 2.500 cá thể vào năm 2011, nguyên nhân chủ yếu do nạn săn trộm, mất và phân mảnh môi trường sống. Dự án Hổ ở Ấn Độ đã góp phần phục hồi phân loài hổ này trong môi trường tự nhiên. Quần thể hổ Bengal của Ấn Độ được ước tính là 1,909 cá thể trong năm 2010, nhưng số lượng đã tăng lên đáng kể với khoảng 2,603-3,346 cá thể vào năm 2018. Ngoài ra, người ta ước tính có khoảng 300-500 cá thể ở Bangladesh, 355 cá thể ở Nepal trước năm 2022 và 90 cá thể ở Bhutan trước năm 2015.
Đây là phân loài hổ phổ biến nhất, sống trong các loại môi trường sinh sống khác nhau, bao gồm đồng cỏ, các rừng mưa nhiệt đới và cận nhiệt đới, rừng cây bụi, rừng cây lá sớm rụng ẩm và khô cũng như các rừng tràm đước. Bộ lông của hổ Bengal có màu nâu-cam với các sọc đen, mặc dù đôi khi có dị biến để sinh ra các cá thể hổ trắng. Nó là con vật biểu tượng quốc gia của cả Bangladesh lẫn Ấn Độ.

## Phân loại
Bengal là địa phương kiểu truyền thống cho danh pháp hai phần Panthera tigris, mà nhà phân loại học người Anh Reginald Innes Pocock đã đặt cho hổ Bengal vào năm 1929 dưới danh pháp ba phần Panthera tigris tigris.
Tính hợp lệ của một số phân loài hổ ở lục địa châu Á đã được đặt câu hỏi vào năm 1999. Về mặt hình thái, hổ từ các khu vực khác nhau rất ít và dòng gen giữa các quần thể trong các khu vực đó được coi là có thể xảy ra trong thế Pleistocene. Do đó, đề xuất chỉ công nhận hai phân loài là hợp lệ, đó là P. t. tigris ở lục địa châu Á và P. t. sondaica ở quần đảo Sunda Lớn và có thể ở Sundaland. Năm 2017, Lực lượng đặc nhiệm phân loại mèo của nhóm chuyên gia mèo đã sửa đổi phân loại felid và hiện công nhận quần thể hổ đã tuyệt chủng và sống ở lục địa châu Á là P. t. tigris.

### Tổ tiên di truyền
Hổ Bengal được xác định bởi ba vị trí nucleotide ty thể riêng biệt và 12 alen vi vệ tinh độc đáo. Mô hình biến đổi gen ở hổ Bengal tương ứng với tiền đề rằng nó đã đến Ấn Độ khoảng 12.000 năm trước. Điều này phù hợp với việc thiếu hóa thạch hổ từ tiểu lục địa Ấn Độ trước cuối kỷ Pleistocene và sự vắng mặt của hổ ở Sri Lanka, được tách ra khỏi tiểu lục địa bởi mực nước biển dâng cao trong thế Holocene sớm.

## Đặc điểm

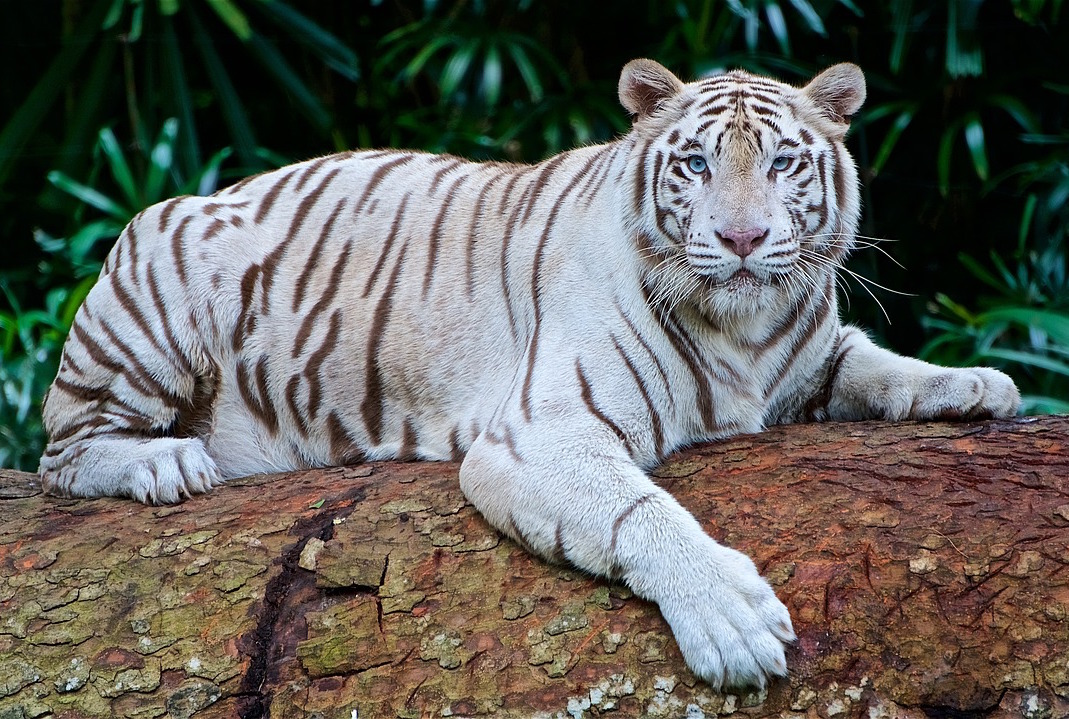
Một con hổ Bengal trắng

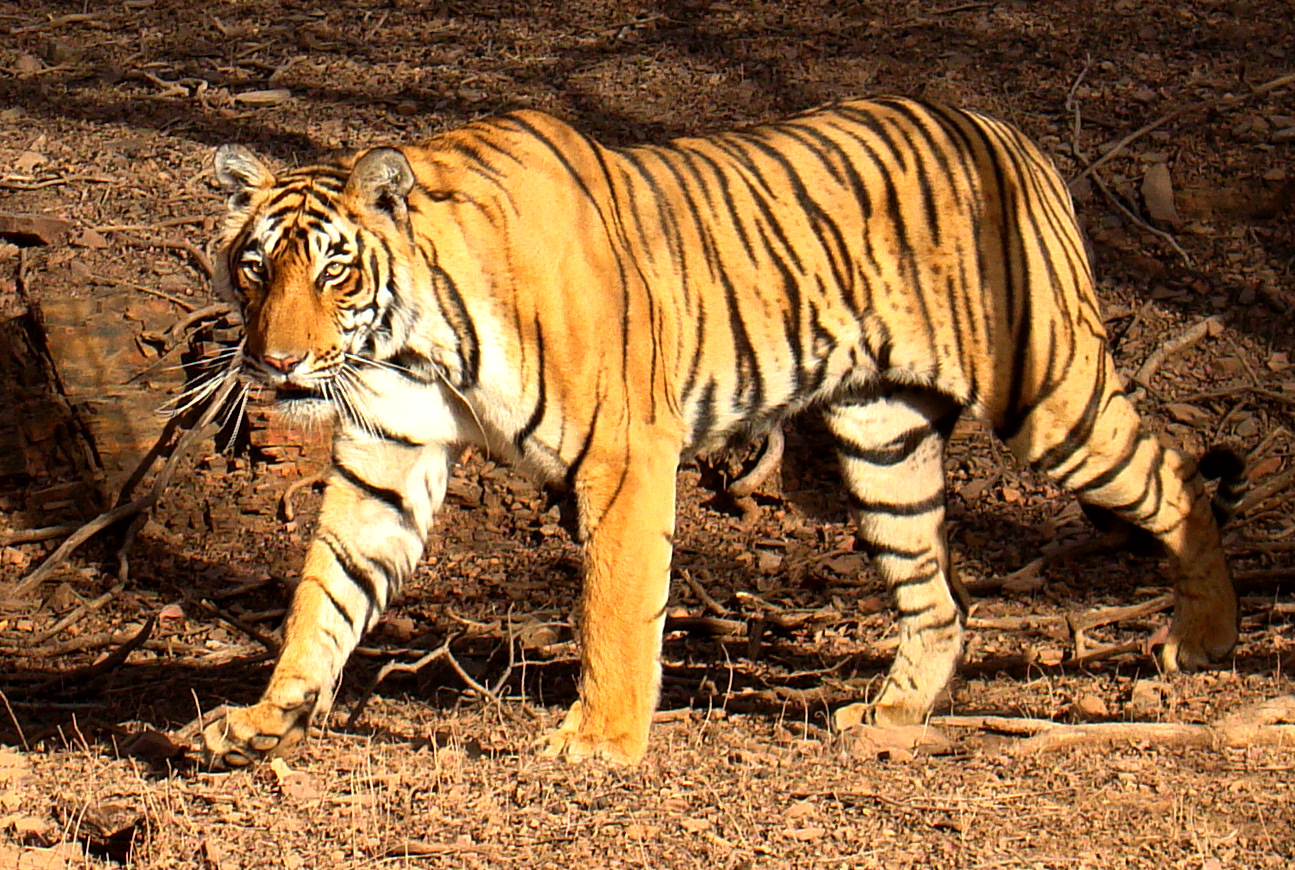
Một con hổ Bengal đực ở vườn quốc gia Ranthambore

Bộ lông hổ Bengal có màu từ vàng nhạt đến màu cam, có sọc từ màu nâu sẫm đến đen; bụng và phần bên trong của 4 chân có màu trắng, và đuôi màu cam với những vòng màu đen. Hổ trắng là một đột biến lặn của loài hổ này, được báo cáo trong tự nhiên theo thời gian ở Assam, Bengal, Bihar, và đặc biệt là từ Rewa. Tuy nhiên, nó không phải là triệu chứng của bệnh bạch tạng. Trong thực tế, chỉ có một trường hợp được chứng thực hoàn toàn của một con hổ bạch tạng đích thực, và không có loài hổ đen nào, ngoại trừ một cá thể đã chết được kiểm tra ở Chittagong năm 1846.

### Kích thước
Hổ Bengal đực trưởng thành dài khoảng 1,8-2,7 m (6–9 ft) khi không tính phần đuôi, và 2,7-3,65 m (9–12 ft) khi tính cả đuôi. Phân loài của hổ Bengal cân nặng chừng 180–300 kg (400-660 lb). Hổ Bengal thông thường cao khoảng 1 m (3 ft) tính từ vai trở xuống. Độ dài phần đầu tối đa khoảng 25–38 cm (10-15 inch). Một con hổ Bengal đực trung bình dài khoảng 3,2 m và cân nặng khoảng 230 kg (500 lb). Tuy nhiên, có một vài cá thể hổ Bengal nặng trên 300 kg và dài tới 4 m (13 ft) khi tính cả đuôi. Một số nhà khoa học chỉ ra rằng những con hổ đực trưởng thành sống tại vùng Terai ở Nepal và Bhutan, và Assam, Uttarakhand và Tây Bengal ở phía bắc Ấn Độ luôn đạt trọng lượng cơ thể hơn 227 kg (500 lb). Bảy con đực trưởng thành bị bắt ở vườn quốc gia Chitwan vào đầu những năm 1970 có trọng lượng trung bình là 235 kg (518 lb), dao động từ 200 đến 261 kg (441 đến 575 lb), và con cái là 140 kg (310 lb) 116 đến 164 kg (256 đến 362 lb). Jim Corbett đã từng bắn hạ một con hổ Bengal gọi là "Bachelor of Powalgarh", được thợ săn nổi tiếng Fred Anderson cho là "to lớn như con ngựa Shetland". Hình ảnh chụp lại cho thấy nó đúng là một con hổ rất to. Bên cạnh đó, kỷ lục về chiều dài lớn nhất của hộp sọ hổ là 16,25 in (413 mm); con hổ này bị bắn ở vùng lân cận Nagina ở miền bắc Ấn Độ. Ngoài ra, Pocock, một thợ săn nổi tiếng người Mỹ, đồng thời là một nhà tự nhiên học ở đầu thế kỷ 20, đã ghi chép trong một cuốn sách của ông về một vụ việc, trong đó một con hổ Bengal tại Burma (tên gọi cũ của Myanmar) đã tha xác một con bò tót đi xa 12 m. Sau khi con hổ đã ăn thịt con bò tót này thì 13 người đàn ông cùng nhau kéo xác con vật xấu số về nhưng họ đã không thể di chuyển được nó. Điều này chỉ ra rằng con bò tót trên thực tế là rất nặng. Một con bò tót tại khu vực Đông Nam Á có thể cân nặng trên 2 tấn, và cho dù hổ có thể di chuyển một vật gì đó nặng gấp 5 lần trọng lượng cơ thể nó thì trong trường hợp này nó cũng phải có kích thước và trọng lượng rất lớn. Các chứng cứ này đã củng cố ý tưởng cho rằng những con hổ Bengal ở xa nhất về phía bắc có thể vượt qua hổ Siberi trong vai trò của những con "thú dạng mèo" to lớn nhất trong tự nhiên.

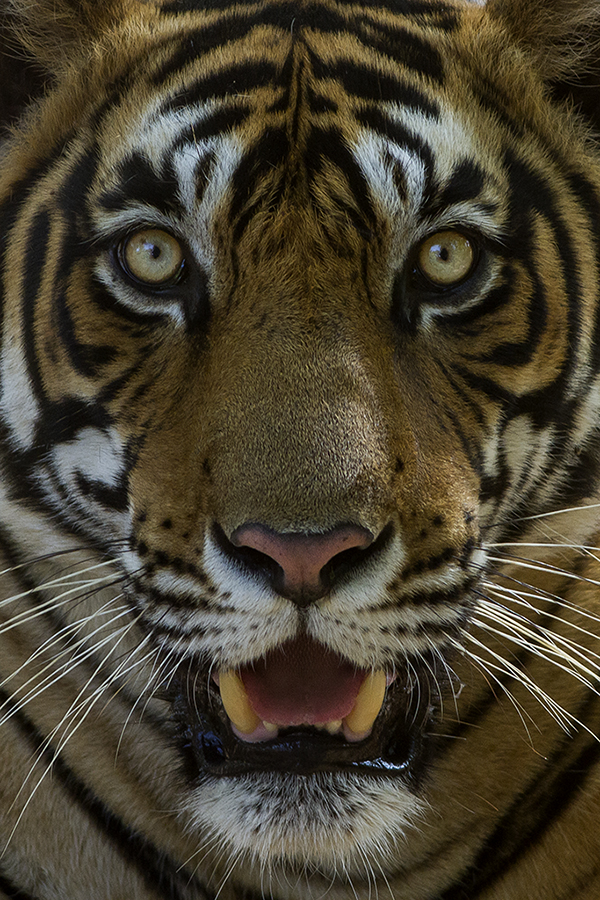
Cận cảnh khuôn mặt của một con hổ Bengal đực ở công viên quốc gia Ranthambore

Hổ Bengal cái dài khoảng 1,5-1,8 m (5–6 ft), khi không tính phần đuôi, và 2,1-2,8 m (7–9 ft) khi tính cả đuôi. Chúng cân nặng khoảng 110–200 kg (250-450 lb) và cao khoảng 75 cm (2,5 ft) khi tính từ vai trở xuống. Độ dài phần đầu tối đa khoảng 20–30 cm (8-12 inch). Một con hổ Bengal cái trong tự nhiên cân nặng khoảng 140–160 kg (300–350 lb). Trọng lượng nhỏ nhất được ghi nhận cho hổ Bengal là ở vùng Sundarbans thuộc Bangladesh, nơi con cái trưởng thành chỉ nặng từ 75 đến 80 kg (165 đến 176 lb).
Hổ Bengal có hàm răng đặc biệt dài. Răng nanh của nó dài 7,5 đến 10 cm (3.0 đến 3.9 in) và do đó dài nhất trong số tất cả các loài thú họ mèo. Chiều dài lớn nhất của hộp sọ của nó là 332 đến 376 mm (13,1 đến 14,8 in).

### Kỷ lục
Hai con hổ đã bị bắn ở Kumaon và gần Oude vào cuối thế kỷ 19 được cho là có chiều dài hơn 12 ft (366 cm). Nhưng vào thời điểm đó, các thợ săn chưa áp dụng một hệ thống đo lường tiêu chuẩn; một số đo 'giữa các chốt' trong khi một số khác đo 'trên các đường cong'.
Vào đầu thế kỷ 20, một con hổ đực đã bị bắn ở miền trung Ấn Độ với đầu và thân dài 221 cm (87 in) giữa các chốt, đường kính ngực 150 cm (59 in), chiều cao vai 109 cm (43 in) và chiều dài đuôi 81 cm (32 in), có lẽ đã bị cắn bởi một con đực đối thủ. Mẫu vật này không thể cân được, nhưng nó được tính toán để cân nặng không dưới 272 kg (600 lb). Một con đực nặng nặng 570 lb (259 kg) đã bị bắn ở miền bắc Ấn Độ vào những năm 1930. Vào năm 1980 và 1984, các nhà khoa học đã bắt và gắn thẻ hai con hổ đực trong Công viên Quốc gia Chitwan nặng hơn 270 kg (595 lb).
Con hổ Bengal lớn nhất đã biết bị bắn hạ năm 1967 tại miền bắc Ấn Độ bởi David Hassinger tại chân đồi của dãy Himalaya. Nó nặng tới 388,7 kg (857 lb) sau khi ăn một con nghé, và đo được tổng chiều dài là 323 cm (127 in) nếu không tính đuôi và hơn 339 cm (133 in) nếu tính cả đuôi. Nếu không ăn con nghé trước đó, nó có thể sẽ nặng ít nhất 324,3 kg (715 lb). Mẫu vật này đang được triển lãm trong Hội trường động vật có vú của Viện Smithsonian.

## Chu kỳ sống và cấu trúc xã hội

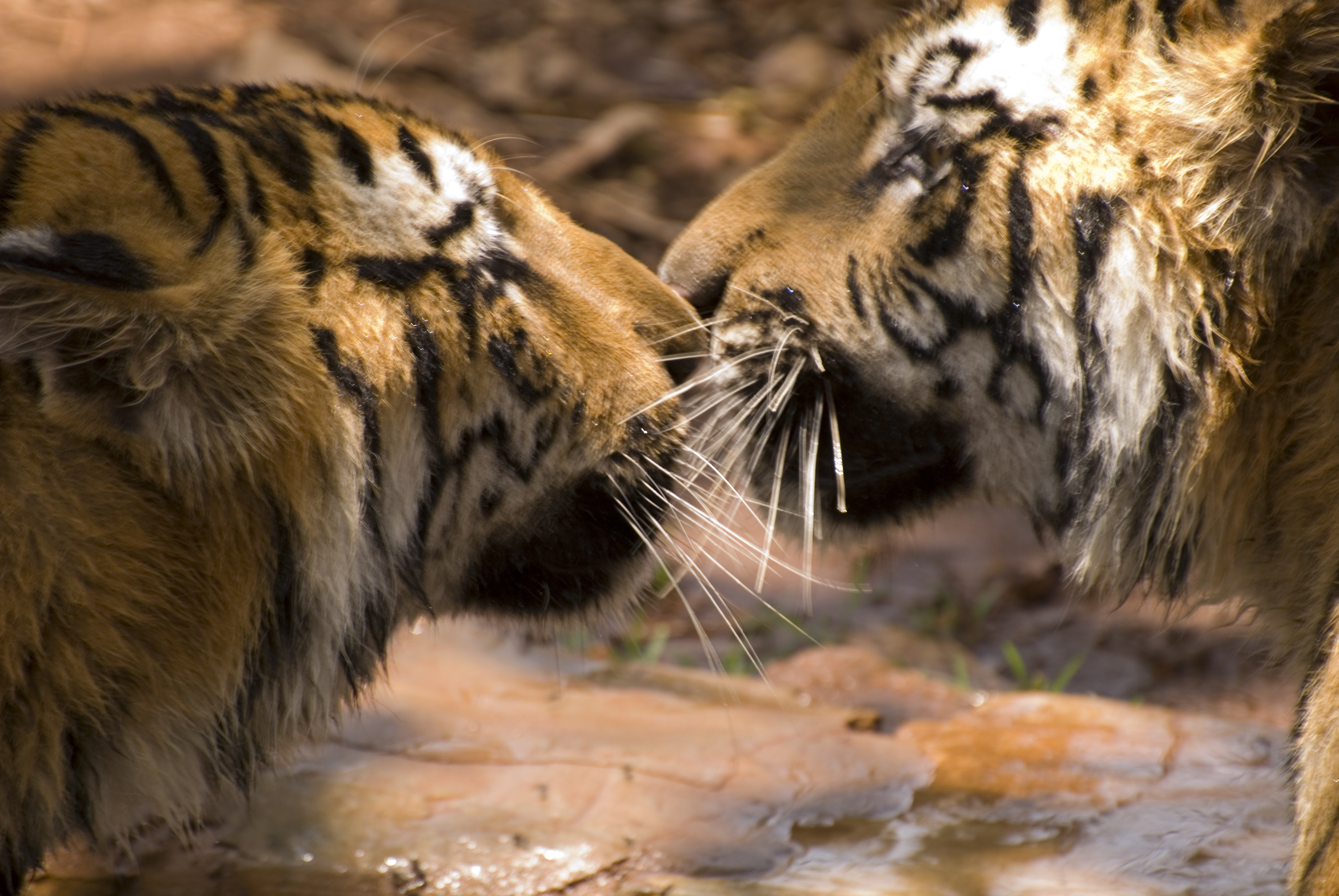
Một đôi hổ đang tương tác ở Karnataka, Ấn Độ

Hổ Bengal thông thường sống đơn độc, nhưng đôi khi cũng thấy đi thành đàn từ 3-4 con. Những con trưởng thành chỉ sống theo đàn trên cơ sở đặc biệt và tạm thời khi các điều kiện đặc biệt cho phép, chẳng hạn như nguồn thức ăn dồi dào. Nếu không, chúng sẽ sống độc lập và tự đi săn. Chúng thiết lập và duy trì phạm vi lãnh thổ của riêng mình. Bên cạnh việc cung cấp các yêu cầu của một nguồn cung cấp con mồi đầy đủ, đủ nước và nơi trú ẩn, và an toàn, địa điểm này phải làm chúng có thể duy trì liên lạc với những con hổ khác, đặc biệt là những cá thể khác giới. Phạm vi lãnh thổ bị chiếm đóng bởi con đực trưởng thành có xu hướng loại trừ lẫn nhau, mặc dù một trong những cư dân này có thể chịu đựng một con đực thống lĩnh trong thoáng chốc hoặc con trưởng thành ít nhất trong một thời gian. Một con hổ đực giữ một lãnh thổ lớn để bao gồm phạm vi lãnh thổ của một số hổ cái trong giới hạn của nó, để chúng có thể duy trì giao phối với con cái. Khoảng cách giữa các con cái ít hoàn thiện hơn. Thông thường có một phần chồng chéo với các cư dân hổ cái láng giềng. Chúng có xu hướng độc đoán hơn, ít nhất là trong hầu hết thời gian. Phạm vi lãnh thổ của cả hổ đực và hổ cái không ổn định. Sự thay đổi hoặc thay đổi một phạm vi lãnh thổ của một con vật có tương quan với sự thay đổi của một con vật khác. Sự thay đổi từ môi trường sống ít thích hợp hơn đến môi trường sống tốt hơn được thực hiện bởi các cá thể đã cư trú. Cá thể mới trở thành cư dân chỉ khi một cá thể cũ di chuyển ra ngoài hoặc đã chết. Có nhiều nơi dành cho hổ cái thường trú hơn hổ đực cư trú. Phần lớn các con non được sinh ra trong khoảng từ tháng 2 tới tháng 5, sau khi con mẹ mang thai khoảng 3,5 tháng. Các lần sinh đẻ cách nhau khoảng 2-3 năm. Nói chung, hổ Bengal không sống quá 26 năm.
Con đực trưởng thành ở độ tuổi 4-5, và con cái ở 3–4 tuổi. Một con hổ Bengal trở nên động dục trong khoảng 3-9 tuần, và dễ tiếp nhận đối tác giao phối trong 3-6 ngày. Sau một khoảng thời gian mang thai 104–106 ngày, 1–4 đàn con được sinh ra trong một nơi trú ẩn nằm trên thảm cỏ cao, bụi cây dày hoặc trong các hang động. Đàn con sơ sinh có trọng lượng từ 780 đến 1,600 g (1,72 đến 3,53 lb) và chúng có lông dày sau 3,5–5 tháng. Mắt và tai của chúng bị đóng lại. Răng sữa của chúng bắt đầu mọc vào khoảng 2-3 tuần sau khi sinh, và dần dần được thay thế bằng răng vĩnh viễn từ 8,5–9,5 tuần tuổi trở đi. Chúng bú trong 3-6 tháng, và bắt đầu ăn một lượng nhỏ thức ăn đặc vào khoảng 2 tháng tuổi. Tại thời điểm này, chúng theo mẹ của chúng trên các cuộc săn mồi và bắt đầu tham gia săn mồi lúc 5-6 tháng tuổi. Ở tuổi 2-3 năm, chúng dần dần bắt đầu tách rời khỏi nhóm gia đình và sống tự lập - tìm kiếm một khu vực, nơi chúng có thể thiết lập lãnh thổ của riêng mình. Những con đực trẻ di chuyển xa lãnh thổ của mẹ hơn so với những con cái trẻ. Một khi nhóm gia đình đã chia tay, hổ mẹ lại tiếp tục động dục.

## Ăn uống

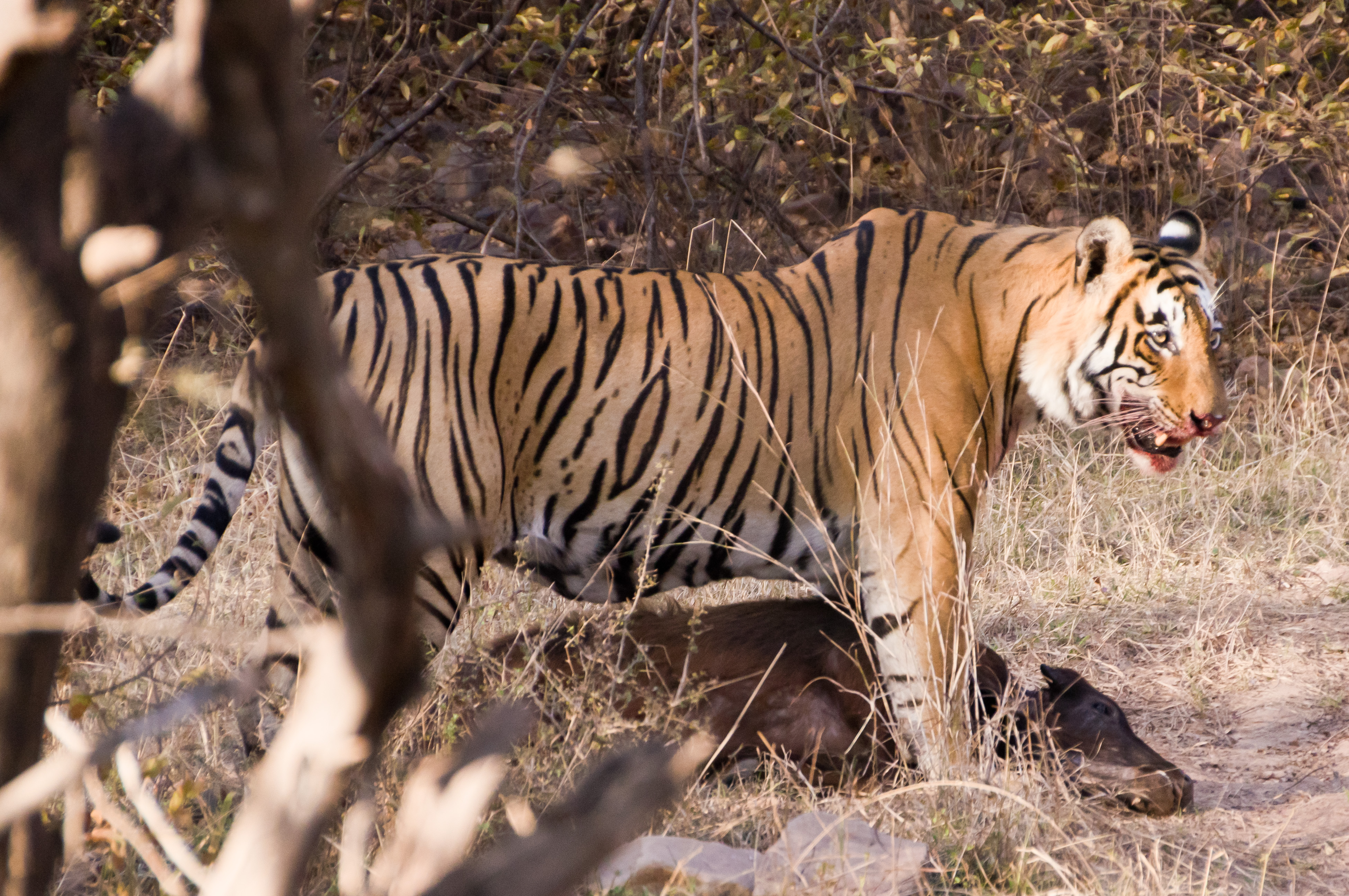
Một con hổ Bengal với con mồi vừa săn được

Trong tự nhiên, hổ Bengal là động vật ăn thịt thuần túy và chúng đi săn các loài động vật có kích thước từ trung bình tới lớn, chẳng hạn như nai, lợn rừng, hươu đốm, hươu đầm lầy Ấn Độ, sơn dương, linh dương bò lam, bò tót, trâu nước và trâu rừng Tây Tạng. Chúng cũng săn bắt cả các động vật nhỏ như thỏ rừng, nhím, khỉ, voọc xám và công. Do con người ở một số khu vực sống gần nơi cư ngụ của hổ Bengal, các loài gia súc, gia cầm cũng trở thành những mục tiêu tấn công của chúng nếu có cơ hội.
Thông thường, hổ Bengal không tấn công voi châu Á và tê giác Ấn Độ trưởng thành vì bất lợi về kích thước và sức mạnh, nhưng đôi khi điều đó cũng xảy ra. Ví dụ, Quỹ Quốc tế Bảo vệ Thiên nhiên (WWF) hiện đang nuôi dưỡng một con tê giác mồ côi do mẹ nó bị hổ Bengal giết chết. Tại Vườn quốc gia Kaziranga, hổ đã giết chết 20 con tê giác vào năm 2007. Jim Corbett đã từng miêu tả một trường hợp khi hai con hổ Bengal tấn công và giết chết một con voi lớn. Con voi to lớn này có lẽ đã vô tình quấy nhiễu một đôi hổ đang giao phối và điều đó dẫn tới một trận chiến kéo dài. Vào các năm 2011 và 2014, hai trường hợp hổ Bengal giết voi trưởng thành đã được ghi nhận; ở vườn quốc gia Jim Corbett là một con voi con 20 tuổi, và một con voi khác bị bệnh 28 tuổi ở vườn quốc gia Kaziranga; con sau bị nhiều con hổ tấn công và ăn thịt cùng một lúc. Nói chung, hổ Bengal không xem voi, tê giác là con mồi và thường chủ động tránh đối đầu với chúng.
Hổ Bengal cũng đôi khi săn bắt cả các loài động vật ăn thịt khác như báo hoa mai, sói đỏ, chó rừng, cáo, gấu ngựa, gấu lợn, cá sấu Mugger, mặc dù các loài động vật này nói chung không phải là thức ăn điển hình của chúng. Ở Sundarbans, một con rắn hổ mang chúa và một con rắn hổ mang Ấn Độ đã được tìm thấy trong dạ dày của hổ, điều đó cho thấy chúng cũng có thể ăn cả rắn độc. Việc săn những con mồi có vũ khí tự vệ như gấu lợn, cá sấu, bò tót, lợn rừng hay nhím đều tiềm ẩn mối hiểm nguy cho hổ. Trong năm 2018 đã ghi nhận sự việc một con gấu lợn cái đã đánh nhau điên cuồng với một con hổ cái đang có ý định tấn công con mình, buộc nó phải bỏ chạy. Vào năm 2010, một con cá sấu cửa sông đã giết chết một con hổ khi nó đang bơi qua sông tại vườn quốc gia Sundarbans. Tuy nhiên những cuộc đụng độ này là hiếm vì hổ Bengal thường sợ và chủ động né tránh cá sấu cửa sông. Ngay cả loài sói đỏ, dù thất thế trước hổ về kích thước và sức mạnh, vẫn có thể giết chết hổ Bengal nếu chúng tập hợp một đàn lớn và tấn công một con hổ đơn độc. Hổ Bengal không có chung môi trường sống với loài sư tử châu Á do loài sư tử này chỉ sống ở vườn quốc gia Gir ở Gujarat, nơi không có sự hiện diện của hổ. Tuy nhiên trong quá khứ, khi quần thể của sư tử và hổ ở Ấn Độ còn chồng chéo lẫn nhau, những cuộc đụng độ giữa hai loài này đã được ghi nhận lại với ưu thế thuộc về hổ Bengal, khi loài hổ được cho là nguyên nhân đẩy loài sư tử đến bờ vực tuyệt chủng tại Ấn Độ.

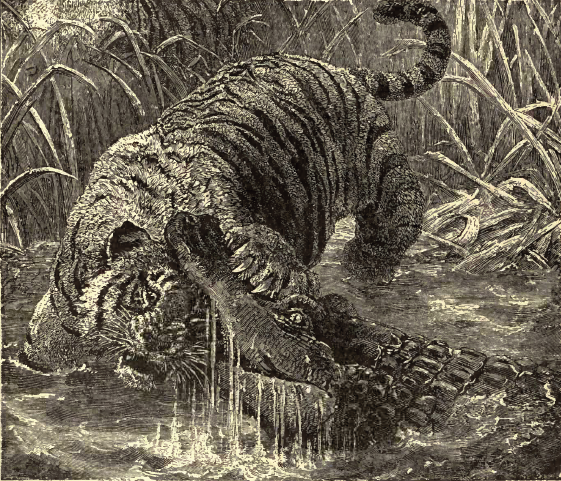
Hổ Bengal bị cá sấu Mugger tấn công, trong Lịch sử tự nhiên mới, phần 1, của Richard Lydekker.

Hổ Bengal có thể ăn tới 30 kg (66 lb) thịt trong một ngày và sau đó có thể không cần ăn trong vài ngày. Kết quả phân tích chỉ ra rằng hổ ở Vườn quốc gia Nagarahole thích con mồi nặng hơn 176 kg (388 lb) và con mồi trung bình của hổ nặng 91,5 kg (202 lb). Các con mồi phổ biến bao gồm hươu đốm, nai, lợn rừng và bò tót. Hài cốt bò tót được tìm thấy trong 44,8% tổng số mẫu hổ, 28,6% còn lại là nai, 14,3% còn lại lợn rừng và 10,4% hài cốt của hươu đốm. Tại Vườn quốc gia Bandipur, bò tót và nai chiếm 73% khẩu phần ăn của hổ.
Hổ Bengal ưa đi săn về đêm, nhưng cũng thức dậy vào thời gian ban ngày. Trong thời gian ban ngày, sự che phủ của "cỏ voi" cao lớn, rậm rạp tạo ra cho chúng một lớp ngụy trang tốt. Hổ Bengal giết con mồi bằng cách tiếp cận nó từ phía sau hoặc một bên một cách rón rén, sau đó vồ và cắn đứt tủy sống mục tiêu (phương pháp ưa thích đối với con mồi nhỏ), hoặc sử dụng cú cắn vào cổ làm nghẹt thở đối với con mồi lớn. Hổ Bengal thông thường tha con mồi của chúng tới nơi an toàn để ăn thịt. Mặc dù có kích thước to lớn, nhưng hổ Bengal có thể leo trèo cây khá tốt, nhưng tất nhiên không được khéo léo như loài báo để có thể giấu con mồi săn được trên cây. Hổ Bengal cũng là con vật bơi lội tốt, thông thường nó phục kích các con vật khác khi chúng ra uống nước hay khi chúng đang bơi lội cũng như khi nó đuổi theo các con mồi đã tháo chạy xuống nước. Bản chất của phương pháp săn mồi và sự sẵn có của con mồi dẫn đến kiểu kiếm ăn "chết đói hoặc no nê" của loài hổ vì chúng thường ăn từ 18–40 kg (40–88 lb) thịt cùng một lúc. Nếu bị thương, già yếu hoặc những con mồi thuần túy trở nên khan hiếm, hổ có thể ăn thịt bất kỳ con vật nào có thể ăn được, từ ếch nhái, gà, vịt, và đôi khi là cả người - điều khiến chúng có thể trở thành những kẻ ăn thịt người.

## Môi trường sống
Ước tính năm 2005 chỉ ra con số khoảng 4.500 hổ Bengal trên thế giới, trong đó khoảng 3.000 cá thể tại Ấn Độ cùng khoảng 200 cá thể tại cả Bangladesh và Nepal. Có rất ít hổ Bengal tại Myanma nhưng nói chung hổ Bengal tại nước này không còn thuần chủng do việc lai ghép tạp nham với các phân loài hổ khác.
Hổ Bengal hiện nay được bảo vệ chặt chẽ. Sau thành công của chương trình bảo tồn hổ tại Ấn Độ (Project Tiger: Dự án Hổ), quần thể hổ Bengal hoang dã đã gia tăng đáng kể. Quần thể hổ tại Ấn Độ được ước tính chính thức là khoảng 3.500 con, so với khoảng 1.200 con trong thập niên 1970. Tại khu vực Sundarbans, điều tra năm 2004 cho thấy có sự hiện diện của khoảng 280 con hổ Bengal tại vùng thuộc Bangladesh.
Nhưng kể từ đầu thập niên 1990, quần thể hổ đang có xu hướng bị giảm xuống do bị mất và phá hủy môi trường sinh sống cũng như từ việc săn bắn trái phép ở mức độ lớn để lấy da và xương hổ. Chính quyền Ấn Độ đang cố gắng để chứng minh cho thế giới biết rằng hổ Bengal đang phát triển tốt tại Ấn Độ, thông thường họ sử dụng các kỹ thuật đầy mâu thuẫn như lấy mẫu dấu vết chân hổ để theo dõi quần thể hổ. Gần đây, người ta phát hiện ra rằng hổ đã bị tiêu diệt hết tại một trong các khu bảo tồn hàng đầu của Dự án Hổ là khu vực Sariska, phần lớn là do sự lúng túng của chính quyền trong công việc bảo tồn. Một số người tin rằng số lượng hổ Bengal tại Ấn Độ trên thực tế có thể không quá 2.000 con.

### Ấn Độ

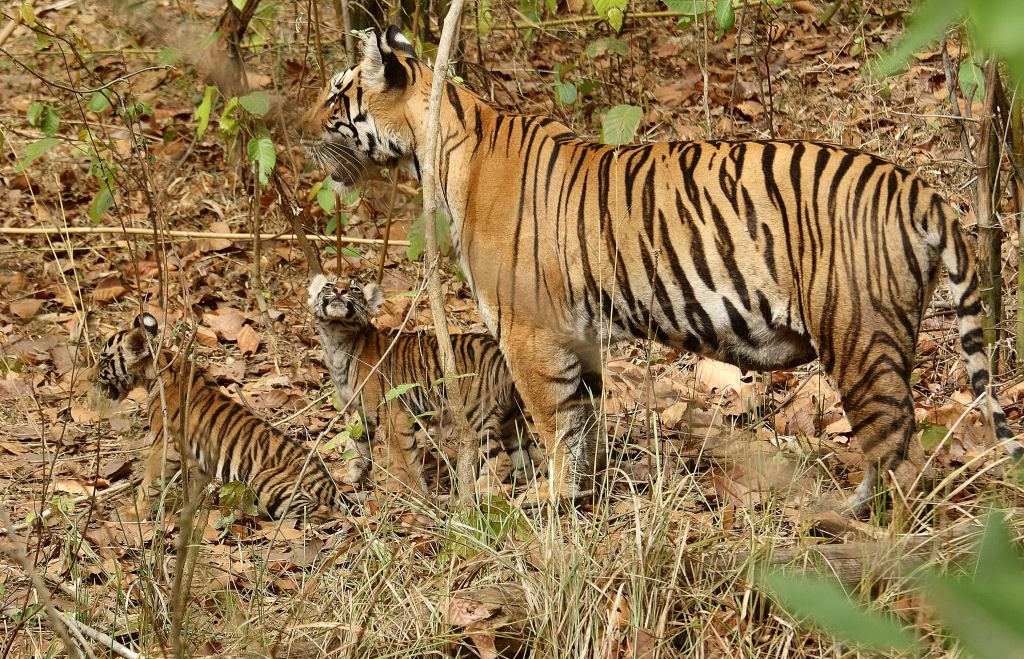
Hổ cái và con của nó ở khu bảo tồn hổ Kanha

Trong quá khứ, các cuộc kiểm duyệt ở Ấn Độ về hổ hoang dã dựa vào việc xác định dấu chân được gọi là pug mark - một phương pháp đã bị chỉ trích là thiếu sót và không chính xác, mặc dù hiện nay bẫy máy ảnh đang được sử dụng ở nhiều nơi.
Môi trường sống an toàn hiện nay của hổ ở các khu rừng cận nhiệt đới và cận nhiệt đới bao gồm các đơn vị bảo tồn hổ (TCUs) Manas-Namdapha. TCUs trong rừng khô nhiệt đới bao gồm Khu bảo tồn Động vật hoang dã Hazaribag, Khu bảo tồn Hổ Nagarjunsagar-Srisailam, hành lang Kanha-Indravati, rừng khô Orissa, Công viên Quốc gia Panna, Khu bảo tồn Hổ Melghat và Khu bảo tồn Hổ Ratapani. Các TCUs trong rừng rụng lá nhiệt đới có lẽ là một trong những môi trường sống hiệu quả nhất đối với hổ và con mồi của chúng, bao gồm các khu bảo tồn hổ Kaziranga-Meghalaya, Kanha-Pench, Simlipal và Indravati Tiger. Các TCU trong rừng thường xanh ẩm nhiệt đới đại diện cho các môi trường sống ít phổ biến hơn, phần lớn giới hạn ở vùng núi cao và các phần ẩm ướt của vùng Ghat Tây, bao gồm cả khu bảo tồn hổ Periyar, Kalakad-Mundathurai, Bandipur và khu bảo tồn hoang dã Parambikulam.
Trong cuộc tổng điều tra hổ năm 2008, bẫy máy ảnh và ký khảo sát sử dụng GIS đã được sử dụng để dự báo mật độ cụ thể của các loài hổ, những loài săn mồi khác và con mồi của chúng. Dựa trên kết quả của các cuộc điều tra này, tổng số lượng hổ được ước tính là 1.411 cá thể, từ 1.165 đến 1.657 con hổ trưởng thành và trưởng thành dưới 1,5 tuổi. Trên khắp Ấn Độ, sáu khu phức hợp cảnh quan đã được khảo sát là có số lượng hổ khá đông và có tiềm năng để được kết nối. Sáu cảnh quan bao gồm:
- Trong khu vực đồng bằng Ấn-Hằng có sáu quần thể với quy mô ước tính 259 đến 335 cá thể, chiếm 5.080 km2 (1.960 sq mi) môi trường sống, nằm ở các vườn quốc gia Rajaji và Corbett, trong môi trường sống kết nối của Dudhwa -Kheri-Pilibhit, trong Khu bảo tồn Hổ Suhelwa, trong Khu bảo tồn Sohagi Barwa và Công viên Quốc gia Valmiki;
- Ở vùng cao nguyên Trung Ấn có 17 quần thể với quy mô dân số ước tính từ 437 đến 661 cá thể chiếm 48.610 km2 (18.770 sq mi) của môi trường sống, nằm trong cảnh quan Kanha-Pench, Satpura-Melghat, Sanjay-Palamau, Navegaon-Indravati; quần thể bị cô lập được hỗ trợ trong khu bảo tồn hổ của Bandhavgarh, Tadoba, Simlipal và các công viên quốc gia Panna, Ranthambore - Kuno – Palpur – Madhav và Saranda;
- Ở vùng Ghat Đông có một quần thể đơn lẻ với quy mô dân số ước tính từ 49 đến 57 cá thể chiếm 7772 km2 (3,001 sq mi) môi trường sống trong ba khu rừng riêng biệt nằm trong Vườn quốc gia Srivenkateshwara, Khu bảo tồn Hổ Nagarjunasagar và Gundla được đề xuất liền kề Công viên quốc gia Brahmeshwara, và các mảng rừng trong các tehsils của Kanigiri, Baduel, Udayagiri và Giddalur;
- Trong vùng Ghat Tây có bảy quần thể với quy mô ước tính từ 336 đến 487 cá thể chiếm 21.435 km2 (8.276 dặm vuông) rừng trong ba đơn vị cảnh quan chính Periyar-Kalakad-Mundathurai, Bandipur-Parambikulam-Sathyamangalam-Mudumalai-Anamalai-Mukurthi và Anshi-Kudremukh-Dandeli;
- Ở vùng đồng bằng ngập lụt Brahmaputra và ở vùng đông bắc đồi, quần thể hổ chiếm 4.230 km2 (1.630 sq mi) ở một số khu rừng thưa và phân mảnh;
- Ở vườn quốc gia Sundarbans, quần thể hổ chiếm khoảng 1.586 km2 (612 sq mi) rừng ngập mặn. Vườn quốc gia này có 180 cá thể hổ Bengal (106 ở Ấn Độ, 74 ở Bangladesh)

Tháng 5 năm 2008, các quan chức lâm nghiệp đã phát hiện 14 con hổ trong Vườn Quốc gia Ranthambore của Rajasthan. Vào tháng 6 năm 2008, một con hổ từ Ranthambore đã được di dời đến khu bảo tồn hổ Sariska, nơi tất cả các loài hổ đã trở thành nạn nhân của những kẻ săn trộm và xâm lấn của con người kể từ năm 2005.
Tính đến năm 2014, loài hổ trưởng thành và dưới 1 tuổi rưỡi được ước tính là 408 ở Karnataka, 340 ở Uttarakhand, 308 ở Madhya Pradesh, 229 ở Tamil Nadu, 190 ở Maharashtra, 167 ở Assam, 136 ở Kerala và 117 ở Uttar Pradesh.

### Bangladesh

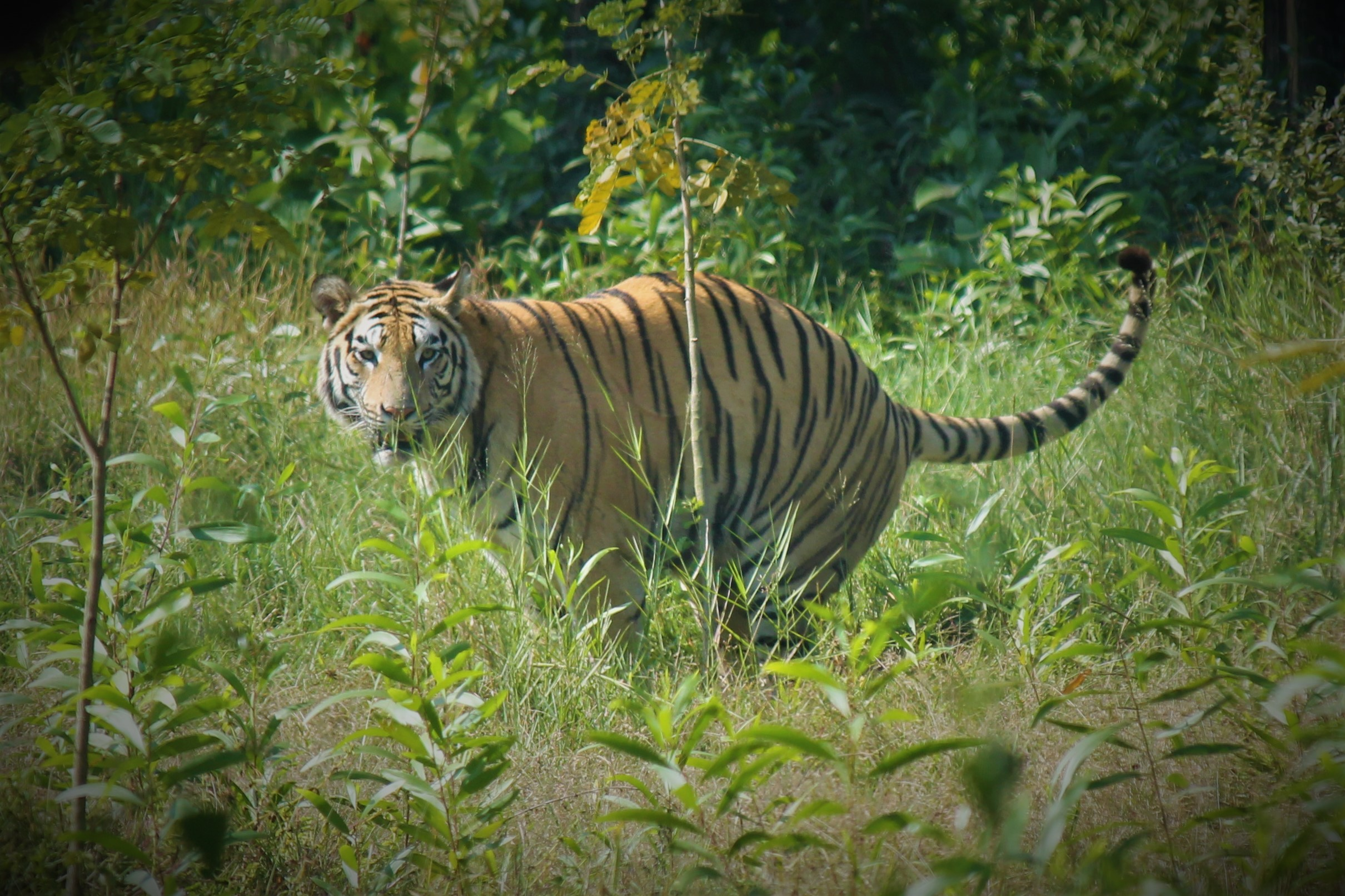
Một con hổ ở Bangladesh năm 2015

Hổ ở Bangladesh hiện đang giảm trong các khu rừng của Sundarbans và Chittagong. Rừng Chittagong tiếp giáp với môi trường sống của hổ ở Ấn Độ và Myanmar, nhưng quần thể của hổ vẫn chưa được biết đến. Tính đến năm 2004, ước tính quần thể hổ ở Bangladesh dao động từ 200 đến 419, chủ yếu ở Sundarbans. Khu vực này là môi trường sống ngập mặn duy nhất trong sinh cảnh này, nơi loài hổ sinh sống, bơi giữa các đảo ở vùng châu thổ để săn mồi. Cục Lâm nghiệp Bangladesh đang trồng rừng ngập mặn để cung cấp thức ăn cho hươu đốm, con mồi thường xuyên của hổ.
Từ năm 2001, hoạt động trồng rừng đã tiếp tục trên quy mô nhỏ ở những vùng đất và đảo mới được bồi thường của Sundarbans. Từ tháng 10 năm 2005 đến tháng 1 năm 2007, cuộc khảo sát bẫy máy ảnh đầu tiên được tiến hành trên sáu địa điểm ở Bangladesh Sundarbans để ước tính mật độ dân số của hổ. Trung bình sáu địa điểm này cung cấp ước tính 3,7 con hổ trên 100 km2 (39 dặm vuông). Khi vùng Sundarbans của Bangladesh có diện tích chạm mức 5.770 km2 (2.230 dặm vuông), người ta suy đoán rằng tổng số hổ có thể chiếm khoảng 200 cá thể.
Trong một nghiên cứu khác, phạm vi nhà của hổ cái trưởng thành được ghi nhận từ 12 đến 14 km2 (4,6 và 5,4 dặm vuông), cho biết khả năng mang theo gần 150 con cái trưởng thành. Phạm vi lãnh thổ nhỏ của hổ cái trưởng thành (và mật độ hổ cao) trong loại môi trường sống này so với các khu vực khác có thể liên quan đến mật độ con mồi cao và kích thước nhỏ của hổ Sundarbans. Từ năm 2007, các cuộc điều tra giám sát hổ được thực hiện hàng năm bởi WildTeam ở Bangladesh Sundarbans để theo dõi những thay đổi trong quần thể hổ Bangladesh và đánh giá tính hiệu quả của các hành động bảo tồn. Cuộc khảo sát này đo lường sự thay đổi tần suất của các bộ theo dõi con hổ dọc theo các mặt của thủy triều như một chỉ số về sự phong phú của hổ tương đối trên toàn cảnh Sundarbans.
Quy mô quần thể hổ của Sundarbans thuộc Bangladesh được ước tính là 100–150 con trưởng thành hoặc 335–500 tổng số hổ. Phạm vi hổ cái, được ghi lại bằng cách sử dụng hệ thống Định vị Toàn cầu, là một trong số những con hổ nhỏ nhất được ghi nhận, cho thấy rằng vùng Sundarbans thuộc Bangladesh có thể có mật độ cao nhất và số lượng hổ lớn nhất ở bất cứ đâu trên thế giới. Chúng được phân lập từ quần thể hổ tiếp theo với khoảng cách lên đến 300 km (190 mi). Thông tin thiếu nhiều khía cạnh của sinh thái hổ Sundarbans, bao gồm sự phong phú tương đối, tình trạng dân số, động lực không gian, lựa chọn môi trường sống, đặc điểm lịch sử cuộc sống, phân loại, di truyền học và bệnh tật.
Cũng không có chương trình giám sát nào để theo dõi những thay đổi trong quần thể hổ theo thời gian, và do đó không có cách nào đo lường phản ứng của người dân đối với các hoạt động bảo tồn hoặc các mối đe dọa. Hầu hết các nghiên cứu đều tập trung vào cuộc xung đột loài hổ ở khu vực này, nhưng hai nghiên cứu ở khu bảo tồn động vật hoang dã Đông Sundarbans đã ghi lại các mô hình sử dụng môi trường sống của hổ và sự phong phú của loài hổ, và một nghiên cứu khác. Một số mối đe dọa lớn đối với hổ đã được xác định. Những con hổ sống ở Sundarbans đang bị đe dọa bởi nạn phá hủy môi trường sống, sự cạn kiệt con mồi, xung đột với con người, xung đột giữa những con hổ, và suy giảm số lượng hổ trực tiếp.

## Các đe dọa
Mất môi trường sinh sống và săn bắn trái phép là các mối đe dọa lớn nhất đối với sự tồn tại của phân loài hổ này. Những kẻ săn bắn trộm giết hổ để lấy bộ da, răng cũng như các thành phần khác như xương để sản xuất một số thuốc trong y học cổ truyền Đông Á. Các yếu tố khác đóng góp vào sự suy giảm số lượng hổ là quá trình đô thị hóa cũng như việc sát hại hổ để trả thù. Nhiều nông dân quy kết việc gia súc của họ bị mất hay bị giết là do hổ và họ luôn sẵn sàng bắn hạ hổ khi có điều kiện.

### Nạn săn trộm

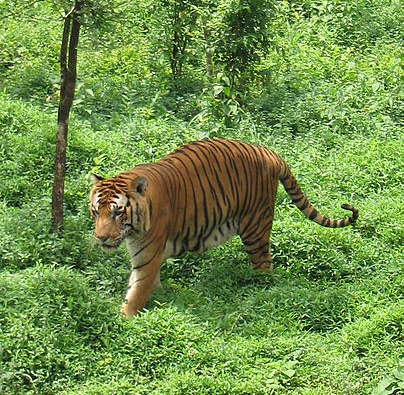
Một con hổ ở Mangalore, Karnataka

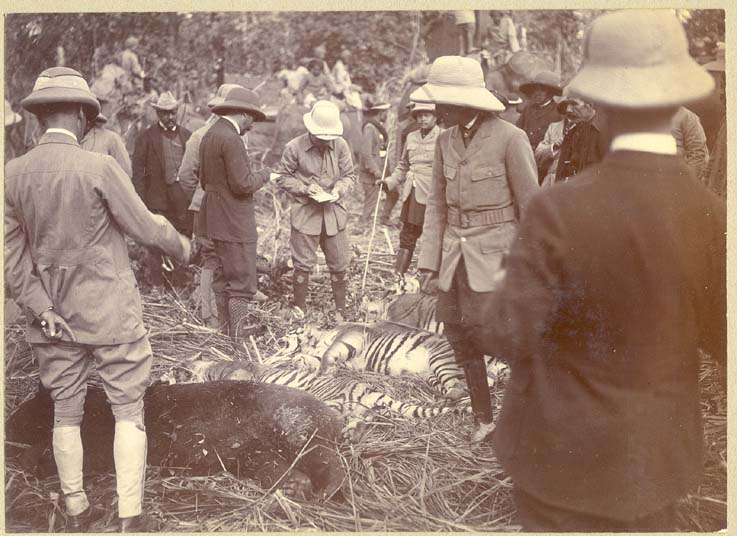
Một con hổ và một con gấu bị giết bởi vua George V ở Nepal năm 1911

Mối đe dọa trực tiếp quan trọng nhất đối với sự tồn tại của quần thể hổ hoang dã là buôn bán trái phép và săn trộm da và các bộ phận cơ thể giữa Ấn Độ, Nepal và Trung Quốc. Chính phủ các nước này đã thất bại trong việc thực hiện đáp ứng thực thi đầy đủ, và tội phạm động vật hoang dã vẫn là một ưu tiên thấp về mặt cam kết chính trị và đầu tư trong nhiều năm. Có những nhóm người săn trộm chuyên nghiệp được tổ chức tốt, di chuyển từ nơi này sang nơi khác và dựng trại ở những khu vực dễ bị tổn thương. Da được xử lý thô trong lĩnh vực này và bàn giao cho các đại lý, người gửi chúng để điều trị thêm cho các trung tâm thuộc da Ấn Độ.
Người mua chọn da từ các đại lý hoặc thợ thuộc da và buôn lậu chúng thông qua một mạng lưới liên kết phức tạp với các thị trường bên ngoài Ấn Độ, chủ yếu ở Trung Quốc. Các yếu tố khác góp phần vào sự suy giảm số lượng của hổ là do quá trình đô thị hóa và những đợt trả thù của con người đối với những con hổ giết người. Nông dân đổ lỗi cho hổ đã giết gia súc và bắn chúng. Tuy nhiên, phần da và bộ phận cơ thể của chúng có thể trở thành một phần của giao dịch bất hợp pháp. Ở Bangladesh, hổ bị giết bởi những kẻ săn trộm chuyên nghiệp, thợ săn địa phương, bẫy, cướp biển và dân làng. Mỗi nhóm người có động cơ khác nhau để giết hổ, từ lợi nhuận, hứng thú đến mối quan tâm về an toàn. Tất cả các nhóm đều có thể giao dịch vào thương mại trong các bộ phận cơ thể.
Nhu cầu bất hợp pháp về xương và bộ phận cơ thể từ hổ hoang dã để sử dụng trong y học cổ truyền Trung Quốc là lý do cho áp lực săn trộm không ngừng trên hổ ở tiểu lục địa Ấn Độ. Trong ít nhất một nghìn năm, xương hổ đã là một thành phần trong các loại thuốc truyền thống được quy định như một chất tăng cường cơ và điều trị bệnh thấp khớp và đau cơ thể. Từ năm 1994 đến năm 2009, Hiệp hội bảo vệ động vật hoang dã Ấn Độ đã ghi nhận 893 trường hợp hổ bị giết ở Ấn Độ, đây chỉ là một phần của việc săn bắt và buôn bán thực tế trong các bộ phận của hổ trong những năm đó.
Vào năm 2006, khu bảo tồn hổ Sariska của Ấn Độ đã mất tất cả 26 con hổ, chủ yếu là do nạn săn trộm. Trong năm 2007, cảnh sát ở Allahabad đã đột kích một cuộc họp của những kẻ săn trộm và thương nhân. Một trong những người bị bắt là người mua lớn nhất của các bộ phận hổ ở Ấn Độ đã từng bán chúng cho thị trường dược liệu truyền thống Trung Quốc, sử dụng phụ nữ từ một bộ lạc du mục làm giao dịch. Trong năm 2009, không mọt cá thể nào trong số 24 con hổ sống trong Khu bảo tồn Hổ Panna còn sống vì săn trộm quá mức. Vào tháng 11 năm 2011, hai con hổ đã được tìm thấy đã chết ở Maharashtra: một con hổ đực bị mắc kẹt và bị giết trong một cái bẫy dây; một con hổ đã chết do điện giật sau khi nhai một dây cáp điện dùng để cung cấp điện cho một máy bơm nước; một con hổ khác đã được tìm thấy đã chết trong khu bảo tồn hổ Kanha, ngộ độc được cho là nguyên nhân gây ra cái chết của nó.

### Tấn công con người
Người ta ước tính rằng ít nhất đã có 373.000 người bị thiệt mạng do hổ vồ từ giai đoạn năm 1800 đến năm 2009. Phần lớn các cuộc tấn công xảy ra ở Nam Á và Đông Nam Á, ở Đông Nam Á, các cuộc tấn công giảm dần sau khi đạt đỉnh trong thế kỷ XIX, nhưng các cuộc tấn công ở Nam Á (nơi hổ Bengal sinh sống) vẫn ở mức cao, đặc biệt là ở Sundarbans, tại đây hàng năm các con hổ đã vồ và giết chết khoảng 50 đến 250 người. Nếu tính riêng trong một năm cụ thể gần đây, số người bị hổ tấn công tại Sundarbans lên tới 60 người, và chỉ một nửa trong số đó còn sống. Hầu hết người dân ở Sundarbans sinh sống dựa vào khu rừng ngập mặn và con sông bằng cách thu hoạch mật ong rừng và đánh bắt cá. Mặc dù việc này là phạm pháp, nhiều người vẫn đi vào những khu vực cấm để lấy củi và săn thú rừng, và việc này khiến họ thường xuyên phải chạm trán với những con hổ hung dữ. Vào mùa hè năm 2014, hai nạn nhân đã bị hổ giết hại trong khi đánh bắt cua tại đây. Chỉ tính riêng giữa năm 1876 và năm 1912, những con hổ Bengal giết chết 33.247 người ở Ấn Độ lúc này là thuộc địa của Anh. Những số liệu đó đã khiến cho hổ Bengal được coi là loài hổ giết người ghê rợn nhất.
Tiểu lục địa Ấn Độ đã trải qua một giai đoạn về những cuộc đối đầu dữ dội giữa người và hổ. Khu vực có môi trường sống nơi những con hổ đã đạt được mật độ cao nhất cũng là một trong những nơi có mật độ dân số tập trung và mở rộng nhanh nhất. Vào đầu thế kỷ 19 hổ còn rất nhiều, điều đó dẫn đến một câu hỏi liệu người hay hổ sẽ sống sót trong những trận chiến sinh tồn. Tình trạng này dẫn đến chính sách khuyến khích việc giết hổ trong thời gian nhanh nhất có thể, hậu quả từ sự khủng bố của chúng ở nhiều địa phương. Các tỉnh đã hỗ trợ đưa số lượng lớn hổ sang vùng ngoại ô Terai, nơi hổ ăn thịt người không phổ biến. Vào nửa sau của thế kỷ 19, những con hổ hoang dã bắt đầu có một cuộc sống gần con người hơn. Những cá thể này bị đẩy vào những môi trường sống, nơi loài hổ trước đây chưa được đến, hoặc nơi chúng chỉ tồn tại ở mật độ rất thấp, bởi một số lượng lớn các cá thể hổ khác sống trong môi trường sống chính ở vùng đất thấp, nơi có mật độ con mồi cao và là môi trường sống tốt cho sinh sản. Những cá thể phân tán không còn nơi nào khác để đi vì môi trường sống chính được bao quanh ở phía nam bởi hoạt động canh tác nông nghiệp của con người nên buộc phải thích nghi với nơi ở thực tại. Chúng được cho là đã theo dõi và tấn công các đàn gia súc của nông dân, thậm chí săn cả người nếu khan hiếm thức ăn. Những con hổ này đều đã già, chưa trưởng thành hoặc tàn tật nên không thể cạnh tranh lãnh thổ với đồng loại của chúng. Tất cả đều bị một số khuyết tật, chủ yếu là do các vết thương do đạn bắn hoặc bị lông nhím đâm nên khó có thể săn những con mồi hoang dã thông thường và do đó chuyển sang đối tượng dễ tấn công hơn là người.
Ở Sundarbans, 10 trong số 13 cá thể ăn thịt người được ghi nhận vào những năm 1970 là giống đực, và chúng chiếm 86% số nạn nhân. Những con hổ ăn thịt này đã được nhóm lại thành những cá thể săn con người như một con mồi; và những cá thể tấn công kiểu cơ hội, nghĩa là những cá thể không chủ động tìm kiếm con người nhưng nếu chúng gặp phải một người bất kì, sẽ đuổi theo và tấn công, giết và ăn thịt họ. Ở những nơi mà hổ ăn thịt cơ hội được tìm thấy, sự giết người tương quan với sự sẵn có của chúng, hầu hết các nạn nhân bị tấn công trong mùa thu hoạch mật ong. Hổ ở Sundarbans có lẽ đã tấn công những người vào vùng lãnh thổ của chúng để tìm kiếm gỗ, mật ong hay cá, khiến chúng đánh thức bản năng bảo vệ lãnh thổ của mình. Số lượng các cuộc tấn công của hổ với con người có thể cao hơn bên ngoài khu vực thích hợp cho hổ, nơi có nhiều con người hiện diện nhưng chứa ít con mồi hoang dã cho hổ. Từ năm 1999 đến năm 2001, sự tập trung cao nhất của các cuộc tấn công của hổ vào người đã xảy ra ở ranh giới phía bắc và phía tây của Sundarbans thuộc địa phận Bangladesh. Hầu hết mọi người bị tấn công vào buổi sáng trong khi thu thập củi, gỗ, hoặc các nguyên liệu thô khác, hoặc trong khi câu cá.
Ở Nepal, tỷ lệ hổ ăn thịt người chỉ là lẻ tẻ. Trong vườn quốc gia Chitwan, không có trường hợp nào được ghi nhận trước năm 1980. Trong những năm tiếp theo, 13 người đã bị hổ giết và ăn thịt trong công viên quốc gia và các vùng lân cận của nó. Trong phần lớn các trường hợp, ăn thịt người dường như liên quan đến một cuộc cạnh tranh nội bộ cụ thể giữa những con hổ đực.
Vào tháng 12 năm 2012, một con hổ đã bị bắn bởi Cục Lâm nghiệp Kerala trên một đồn điền cà phê ở ngoài rìa của Khu bảo tồn động vật hoang dã Wayanad. Giám đốc động vật hoang dã của Kerala đã ra lệnh huy động săn bắt hổ sau khi các cuộc biểu tình đại chúng nổ ra khi con hổ đã liên tục giết hại gia súc. Cục Lâm nghiệp đã thành lập một lực lượng đặc nhiệm đặc biệt để bắt hổ với sự hỗ trợ của một Lực lượng Bảo vệ Hổ Đặc biệt gồm 10 thành viên và hai chú voi được huấn luyện từ Khu bảo tồn Hổ Bandipur ở Karnataka.

## Bảo tồn

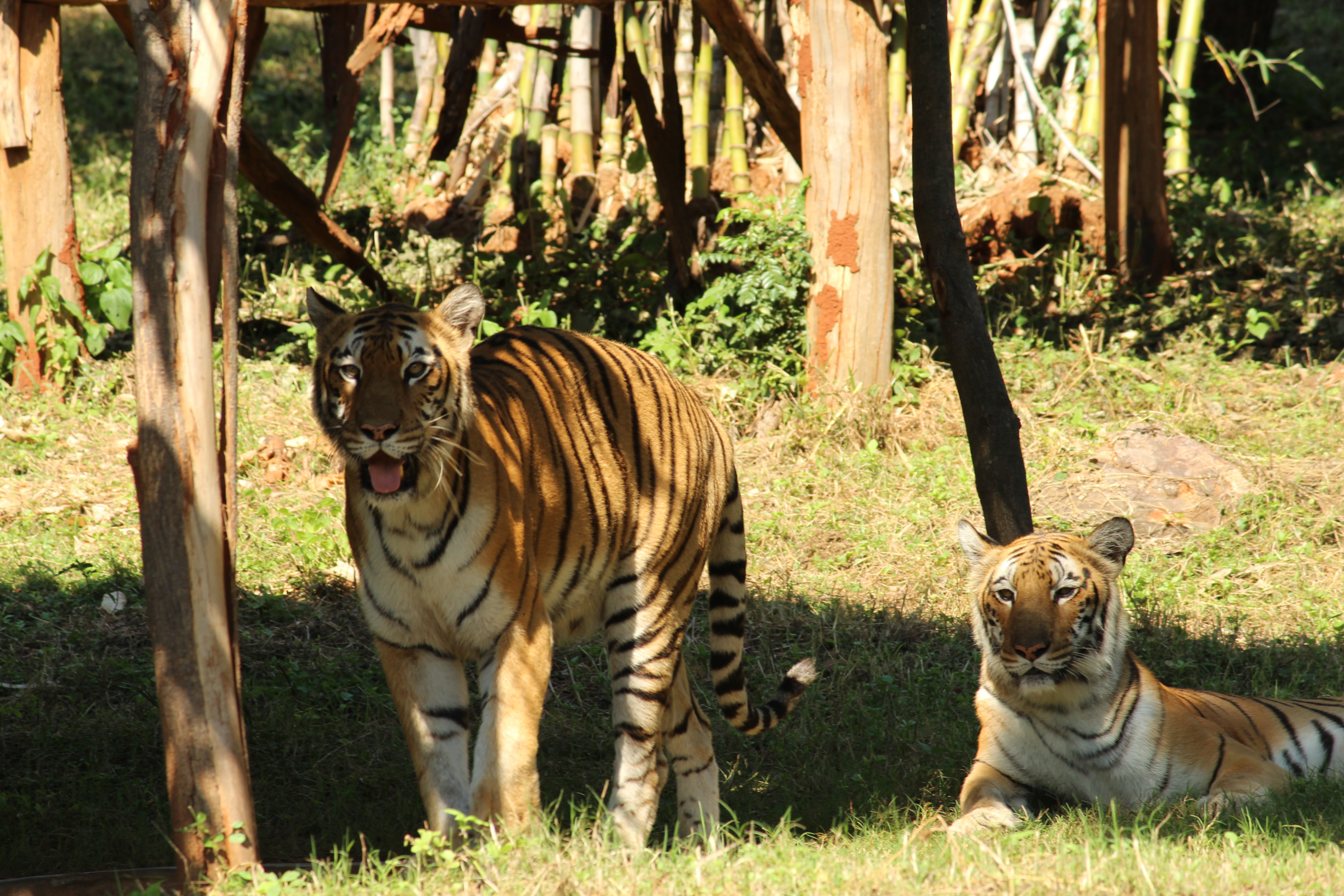
Hổ Bengal ở công viên hoang dã Indira Gandhi, Visakhapatnam, Andhra Pradesh

Một khu vực quan tâm đặc biệt nằm trong "cảnh quan Terai Arc" ở chân đồi Himalaya ở phía bắc Ấn Độ và miền nam Nepal, nơi 11 khu bảo tồn bao gồm chân đồi rừng khô và xavan cỏ cao trong một phong cảnh 49.000 kilômét vuông (19.000 sq mi). Các mục tiêu là để quản lý hổ như một siêu quần thể, sự phân tán giữa những cá thể cốt lõi đang sống biệt lập có thể giúp duy trì tính toàn vẹn về di truyền, nhân khẩu học và sinh thái, và để đảm bảo rằng bảo tồn loài hổ và môi trường sống trở thành lồng ghép vào chương trình phát triển nông thôn. Ở Nepal, một mô hình du lịch dựa vào cộng đồng đã được phát triển với sự nhấn mạnh vào việc chia sẻ lợi ích với người dân địa phương và tái sinh rừng thoái hóa. Cách tiếp cận này đã thành công trong việc giảm săn trộm, phục hồi môi trường sống và tạo ra một khu vực địa phương để bảo tồn.
WWF hợp tác với Leonardo DiCaprio để thành lập một chiến dịch toàn cầu, "Save Tigers Now" (Cứu hổ ngay bây giờ), với mục tiêu đầy tham vọng xây dựng hỗ trợ chính trị, tài chính và công cộng để tăng gấp đôi số lượng hổ hoang dã vào năm 2022. Save Tigers Now bắt đầu chiến dịch của mình trong 12 cảnh quan ưu tiên khác nhau của WWF Tiger, kể từ tháng 5 năm 2010.

### Ở Ấn Độ
Năm 1973, Dự án Hổ đã được đưa ra nhằm đảm bảo một quần thể hổ tồn tại trong lãnh thổ Ấn Độ và bảo tồn các khu vực có tầm quan trọng sinh học như một di sản thiên nhiên cho quốc gia. Lực lượng đặc nhiệm của dự án đã hình dung những khu bảo tồn hổ này là hạt nhân, từ đó các loài động vật thừa sẽ phân tán đến các khu rừng lân cận. Việc lựa chọn các khu vực dành cho các khu bảo tồn thể hiện sự gần gũi nhất có thể về sự đa dạng của các hệ sinh thái trên toàn bộ phân bố của hổ trong nước. Các quỹ và cam kết được thu thập để hỗ trợ chương trình chuyên sâu về bảo vệ và phục hồi sinh cảnh theo dự án. Vào cuối những năm 1980, chín khu bảo tồn ban đầu có diện tích 9.115 km vuông (3.519 dặm vuông) đã được tăng lên 15 khu bảo tồn có diện tích 24.700 km vuông (9.500 dặm vuông). Hơn 1,100 con hổ được ước tính sống trong khu bảo tồn vào năm 1984.
Đạo luật Bảo vệ Động vật hoang dã Ấn Độ năm 1972 cho phép các cơ quan chính phủ thực hiện các biện pháp chặt chẽ để đảm bảo việc bảo tồn loài hổ Bengal. Theo ước tính của Viện Động vật hoang dã Ấn Độ, số lượng hổ đã giảm 61% ở Madhya Pradesh, 57% ở Maharashtra và 40% ở Rajasthan. Cuộc điều tra về hổ đầu tiên của chính phủ, được tiến hành theo sáng kiến của Dự án Hổ bắt đầu vào năm 1973, đã tính được 1.827 con hổ trong cả nước vào năm đó. Sử dụng phương pháp đó, chính phủ đã quan sát sự gia tăng quần thể ổn định, đạt 3.700 con hổ vào năm 2002. Tuy nhiên, việc sử dụng công nghệ kiểm duyệt độc lập và đáng tin cậy hơn (bao gồm cả bẫy máy ảnh) cho cuộc điều tra dân số toàn Ấn Độ 2007-2008 thực tế ít hơn một nửa so với yêu cầu ban đầu của Cục Lâm nghiệp.
Quần thể hổ Ấn Độ giảm từ 3.642 trong thập niên 1990 xuống còn hơn 1.400 con từ 2002 đến 2008. Sau sự tiết lộ rằng chỉ có 1.411 con hổ Bengal tồn tại trong tự nhiên ở Ấn Độ, giảm từ 3.600 năm 2003, chính phủ Ấn Độ đã thiết lập tám khu bảo tồn hổ mới. Do số lượng hổ giảm, chính phủ Ấn Độ đã cam kết 153 triệu USD để tài trợ thêm cho dự án Hổ, thiết lập một lực lượng bảo vệ hổ để chống lại kẻ săn trộm, và tài trợ cho việc di dời lên tới 200.000 dân làng để giảm thiểu sự xung đột giữa hổ và người. Các nhà khoa học về hổ ở Ấn Độ, như Raghu Chundawat và Ullas Karanth đã kêu gọi sử dụng công nghệ trong các nỗ lực bảo tồn.
George Schaller viết:
Ấn Độ phải quyết định liệu họ có muốn giữ hổ hay không. Họ phải quyết định nếu nó là giá trị để giữ biểu tượng quốc gia của mình, biểu tượng của họ, đại diện cho động vật hoang dã. Họ phải quyết định liệu họ có muốn giữ di sản tự nhiên của họ cho các thế hệ tương lai hay không, di sản quan trọng hơn thế hệ văn hóa, cho dù chúng ta nói về đền thờ, Taj Mahal, hay những di sản khác, bởi vì một khi bị phá hủy nó không thể thay thế được.
Vào tháng 1 năm 2008, chính phủ Ấn Độ đã phát động một lực lượng chống săn trộm chuyên dụng gồm các chuyên gia từ cảnh sát Ấn Độ, các quan chức kiểm lâm và các cơ quan môi trường khác. Các quan chức Ấn Độ đã bắt đầu thành công một dự án để đưa hổ trở lại khu bảo tồn Sariska. Vườn quốc gia Ranthambore thường được coi là thành công lớn của các quan chức Ấn Độ trong nỗ lực chống săn trộm. Quần thể hổ tăng lên 1.706 vào năm 2011 và 2.226 vào năm 2014. Hiện tại, đã có 48 khu bảo tồn hổ ở Ấn Độ.

### Ở Bangladesh
WildTeam đang làm việc với các cộng đồng địa phương và Cục Lâm nghiệp Bangladesh để giảm bớt xung đột giữa con người và hổ trong khu vực Sundarbans Bangladesh. Trong hơn 100 năm, cả người, hổ và gia súc đã bị thương và bị giết trong cuộc xung đột; trong những thập kỷ gần đây có tới 50 người, 80 gia súc và ba con hổ đã bị giết trong một năm. Bây giờ, thông qua công việc của WildTeam, có một đội Phản ứng Hổ cung cấp hỗ trợ, vận chuyển và tìm kiếm những người bị giết trong rừng bởi hổ. WildTeam cũng đã thành lập 49 đội phản ứng làng tình nguyện được huấn luyện để cứu những con hổ đi lạc vào khu vực làng vì nếu không sẽ bị dân làng giết. Các nhóm làng này gồm hơn 350 tình nguyện viên, hiện đang hỗ trợ công tác chống săn trộm và các hoạt động giáo dục / nhận thức bảo tồn. WildTeam cũng hoạt động để trao quyền cho các cộng đồng địa phương tiếp cận các quỹ của chính phủ để đền bù thiệt hại / thương tích của vật nuôi và những người xung đột. Để theo dõi xung đột và đánh giá tính hiệu quả của hành động, WildTeam cũng đã thiết lập hệ thống thu thập và báo cáo dữ liệu xung đột về con người với hổ.

### Ở Nepal
Chính phủ đặt mục tiêu tăng gấp đôi quần thể hổ vào năm 2022 và vào tháng 5 năm 2010, quyết định thành lập Vườn quốc gia Banke với diện tích bảo vệ 550 km2 (210 dặm vuông), có tiềm năng tốt cho môi trường sống của hổ. Chúng được bảo vệ trong vườn quốc gia Chitwan, Công viên Quốc gia Bardiya, Khu bảo tồn Động vật hoang dã Sukla Phanta, v.v.

## Những thông tin khác

### Trong điều kiện nuôi nhốt
Hổ Bengal đã được nuôi nhốt từ năm 1880 và được lai tạo rộng rãi với các phân loài hổ khác. Các vườn thú Ấn Độ đã nhân giống hổ lần đầu tiên tại vườn thú Alipore ở Kolkata. Cuốn sách nghiên cứu về hổ quốc tế năm 1997 liệt kê số lượng hổ nuôi nhốt toàn cầu hiện tại là 210 con, tất cả đều được nuôi trong các sở thú Ấn Độ, ngoại trừ một con cái ở Bắc Mỹ. Hoàn thành cuốn sách Hổ Ấn Độ là điều kiện tiên quyết cần thiết để thiết lập một chương trình quản lý nuôi nhốt cho hổ ở Ấn Độ.

### Di truyền trộn lẫn
Vào tháng 7 năm 1976, Billy Arjan Singh đã mua được một con hổ cái được nuôi bằng tay tên là Tara từ Sở thú Twycross ở Vương quốc Anh và du nhập nó đến nơi hoang dã trong Công viên Quốc gia Dudhwa với sự cho phép của Thủ tướng Ấn Độ lúc đó là Indira Gandhi. Vào những năm 1990, một số con hổ từ khu vực này đã được quan sát thấy có hình dạng điển hình của hổ Siberia, cụ thể là đầu to, lông nhợt nhạt, nước da trắng và sọc rộng, và bị nghi ngờ là giống hổ lai Siberia. Billy Arjan Singh đã gửi mẫu lông của hổ từ công viên quốc gia đến Trung tâm Sinh học tế bào và phân tử ở thành phố Hyderabad, nơi các mẫu được phân tích bằng phân tích trình tự ty thể. Kết quả cho thấy những con hổ này có một hình dạng đơn bào của hổ Ấn Độ cho thấy mẹ của chúng là một con hổ Ấn Độ. Các mẫu da, tóc và máu của 71 con hổ được thu thập trong các sở thú Ấn Độ khác nhau, trong Bảo tàng Quốc gia ở Kolkata và bao gồm hai mẫu từ Công viên Quốc gia Dudhwa đã được chuẩn bị để phân tích bằng kính hiển vi cho thấy hai con hổ có hai alen ở hai con hổ do Bengal và Siberia đóng góp phân loài. Tuy nhiên, các mẫu của hai mẫu vật lai tạo thành một cơ sở mẫu quá nhỏ để kết luận rằng Tara là nguồn gốc của gen hổ Siberia.

### Dự án "Tái tạo" ở Nam Phi

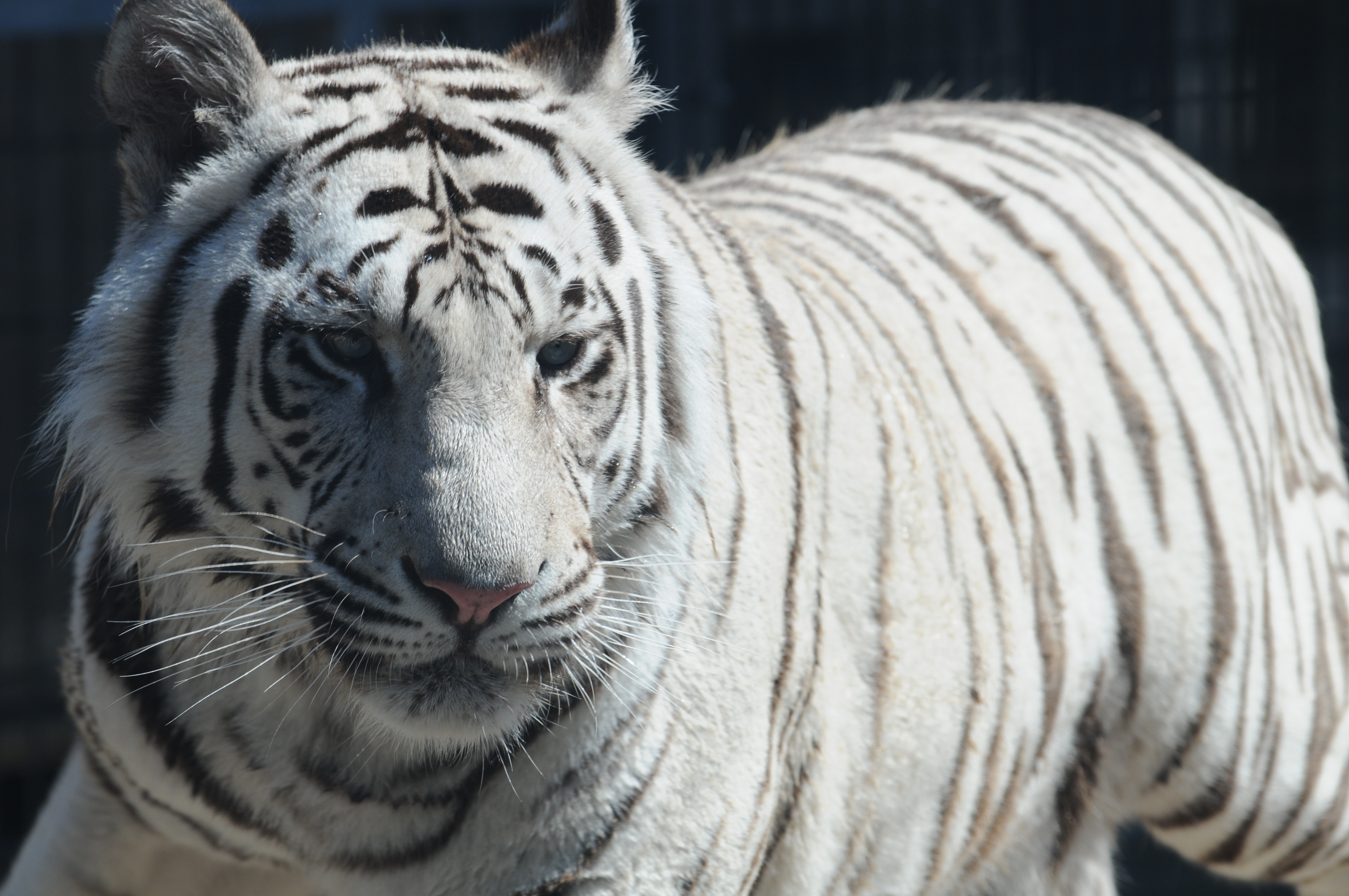
Một con hổ trắng tại vườn thú báo sư tử, Issaquah, Washington.

Vào năm 2000, dự án tái tạo hổ Tiger Tigerons được bắt đầu bởi John Varty, người cùng với nhà động vật học Dave Salmoni đã huấn luyện những con hổ con bị giam cầm cách rình rập, săn mồi, liên kết săn mồi với thức ăn và lấy lại bản năng săn mồi của chúng. Họ tuyên bố rằng một khi những con hổ chứng minh rằng chúng có thể tự duy trì trong tự nhiên, chúng sẽ được thả vào một khu bảo tồn tự do ở Nam Phi để tự sinh sống và bảo vệ mình.
Dự án đã nhận được tranh cãi sau khi các nhà đầu tư và nhà bảo tồn của họ cáo buộc thao túng hành vi của những con hổ với mục đích sản xuất phim, Sống với hổ, với những con hổ được cho là không thể săn mồi. Stuart Bray, người ban đầu đã đầu tư một khoản tiền lớn vào dự án, tuyên bố rằng ông và vợ, Li Quan, đã xem đoàn làm phim "[đuổi theo] con mồi trước hàng rào và đi vào con đường của hổ chỉ vì vì lợi ích của những thước phim đầy kịch tính. "
Bốn con hổ tham gia vào dự án này đã được xác nhận là con hổ lai Siberia-Bengal, chúng không nên được sử dụng để gây giống cũng như không được thả vào Karoo. Những con hổ không thuần chủng về mặt di truyền sẽ không thể tham gia Kế hoạch sinh tồn của loài hổ, vì chúng không được sử dụng để gây giống và không được phép thả vào tự nhiên.

### Vụ việc ở Mỹ
Vào tháng 10 năm 2011, 18 con hổ Bengal là một trong số những thú nuôi độc lạ bị cảnh sát trưởng địa phương bắn chết sau khi một loạt thú nuôi ở Ohio bị xổng chuồng từ một vườn thú tư nhân năm 2011.

## Trong văn hóa
Hổ là một trong những con vật được trưng bày trên con dấu Pashupati của nền văn minh lưu vực sông Ấn. Đỉnh hổ là biểu tượng trên đồng tiền Chola. Các con dấu của một số đồng xu Chola cho thấy con hổ, con cá biểu tượng Pandya và cây cung biểu tượng Chera, cho thấy rằng Cholas đã đạt được uy quyền chính trị đối với hai triều đại sau. Tiền vàng được tìm thấy ở Kavilayadavalli ở quận Nellore của Andhra Pradesh có họa tiết của con hổ, cây cung và một số dấu hiệu không rõ ràng.
Ngày nay, hổ là động vật biểu tượng quốc gia của Ấn Độ. Tiền giấy Bangladesh có một con hổ. Đảng chính trị Liên đoàn Hồi giáo Pakistan sử dụng con hổ làm biểu tượng bầu cử.
Tipu Sultan, người trị vì Mysore ở Ấn Độ cuối thế kỷ 18, cũng là một người rất ngưỡng mộ loài vật này. Máy tự động nổi tiếng của thế kỷ 18, Tipu's Tiger cũng được tạo ra cho ông ta. Ở Ấn Độ, hổ cũng đã tìm thấy một nơi có uy tín ngay cả trong văn học Vệ đà. Nó đã được tôn vinh trong ý thức của Ấn Độ giáo từ thời xa xưa như là phương tiện thần thánh của Nữ thần quyền lực, Durga hoặc Shakti. Con vật đã được Ngân hàng Dự trữ Ấn Độ chọn làm biểu tượng và tiền giấy Ấn Độ mang chân dung của nó.
Hổ Bengal đã liên tục được sử dụng trong các mặt trận văn hóa khác nhau như biểu tượng quốc gia, logo, thể thao, phim ảnh và văn học và cũng được sử dụng làm biệt danh cho các nhân vật nổi tiếng:
- Logo của Hội đồng Cricket Bangladesh có hình con hổ.
- Lá cờ của Azad Hind Fauj và Quân đoàn Ấn Độ đều mang theo con hổ mùa xuân trên cây ba màu Ấn Độ. Azad Hind Fauj cũng phát hành tem bưu chính nơi charkha của Tricolour được thay thế bằng Springing Tiger.
- Đội bóng của Ấn Độ trong Liên đoàn cricket Ấn Độ được gọi là Hổ Hoàng gia Bengal (tiếng Bengal: বেঙ্গল, trước đây là Hổ Kolkata).
- Đội đại diện cho Tollywood trong Người nổi tiếng Cricket League được đặt tên là Hổ Bengal.
- Đội bóng chày Major League của Detroit Tigerers đã sử dụng hình dáng giống một con hổ Bengal cho nhiều logo của đội.
- Các thành viên của Trung đoàn Đông Bengal của Quân đội Bangladesh có biệt danh là 'Những con hổ Bengal'; logo của trung đoàn là một khuôn mặt hổ. *Hổ cao cấp là biệt danh của Tiểu đoàn 1.
- Bộ phim Maneater năm 2007 (bộ phim thứ ba trong Maneater Series), dựa trên tiểu thuyết Shikar của Jack Warner, kể chi tiết về vụ giết chết một con hổ Bengal đã trốn thoát sau khi nó bị lạc trong một thị trấn nhỏ dọc theo đường mòn Appalachian.
- Trong tiểu thuyết phiêu lưu giả tưởng Cuộc đời của Pi và trong bộ phim chuyển thể năm 2012, một con hổ Bengal tên Richard Parker là nhân vật chính.
- Trong tiểu thuyết Chuyện rừng xanh của nhà văn Rudyard Kipling và các bộ phim hoạt hình liên quan đến tác phẩm, con hổ Bengal tên Shere Khan là một nhân vật phản diện, luôn tìm mọi cách săn lùng và ăn thịt cậu bé Mowgli - nhân vật chính của tác phẩm.
- Đại học Missouri có một con hổ Bengal là linh vật của họ; các sinh viên được gọi là hổ, đội thể thao của họ là Missouri Tigerers, và không gian web của họ và gửi email dưới dạng không gian và thư tín của Ấn Độ.
- Các đội thể thao của Đại học bang Louisiana được gọi là Những con hổ, nhưng cũng thường được gọi là "Bayou Bengals". Mike the Tiger là linh vật chính thức của Đại học bang Louisiana ở Baton Rouge; theo truyền thống, hổ là một con hổ sống ở Bengal.

### Văn học
- Hổ Bengal tại Sở thú Baghdad dựa trên câu chuyện có thật về một con hổ đã trốn thoát khỏi vườn thú Baghdad năm 2003.
- Những kẻ ăn thịt người ở Kumaon của thợ săn Jim Corbett dựa trên câu chuyện về những con hổ và báo hoa mai ăn thịt người ở tỉnh Kumaon, miền bắc Ấn Độ.
- Vùng đất bị mất của hổ là một bộ phim tài liệu của BBC về những con hổ ở Bhutan.

### Những con hổ Bengal nổi tiếng

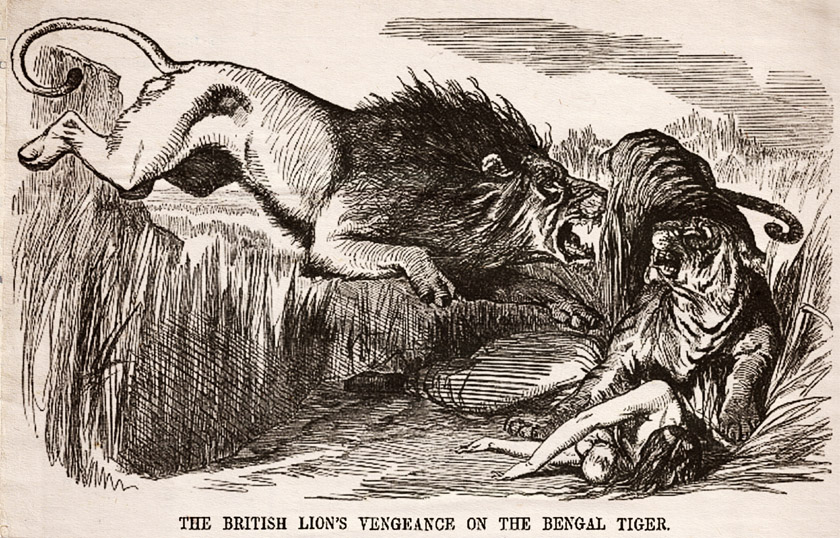
Sự báo thù của Sư tử Anh trước Hổ Bengal, phim hoạt hình Punch từ năm 1857

Những con hổ Bengal được biết đến nhiều nhất bao gồm những con hổ ăn thịt người từng hoành hành cuộc sống con người ở Ấn Độ như hổ cái Champawat, hổ Chowgarh, hổ Mundachipallam, hổ Segur, hổ Chuka và hổ Thak. Bachelor of Powalgarh, còn được gọi là hổ Powalgarh, là một con hổ Bengal có kích thước lớn bất thường, và được cho là dài tới 3,23 m (10,6 ft).

### Hổ đấu với sư tử
Ngoài những công dụng được đề cập ở trên của hổ Bengal trong văn hóa, cuộc chiến giữa hổ và sư tử từ lâu đã trở thành chủ đề thảo luận phổ biến của các thợ săn, nhà tự nhiên, nghệ sĩ và nhà thơ, và tiếp tục truyền cảm hứng trí tưởng tượng phổ biến cho đến ngày nay. Đã có những trường hợp lịch sử về trận chiến giữa hổ và sư tử bị giam cầm, và các nghiên cứu so sánh hoặc đối chiếu hai loài đã được thực hiện.
Huy chương Seringapatam mô tả con sư tử Anh vượt qua một con hổ phủ phục, con hổ là biểu tượng của triều đại Tipu Sultan. Đây là biểu tượng của sự thống trị của Anh ở Ấn Độ. Hình tượng vẫn tồn tại và trong cuộc nổi dậy của Ấn Độ năm 1857, phim hoạt hình Punch đã điều hành một bộ phim hoạt hình chính trị cho thấy phiến quân Ấn Độ là một con hổ Bengal, tấn công một nạn nhân, bị đánh bại bởi lực lượng Anh là một con sư tử lớn hơn

## Thư viện ảnh

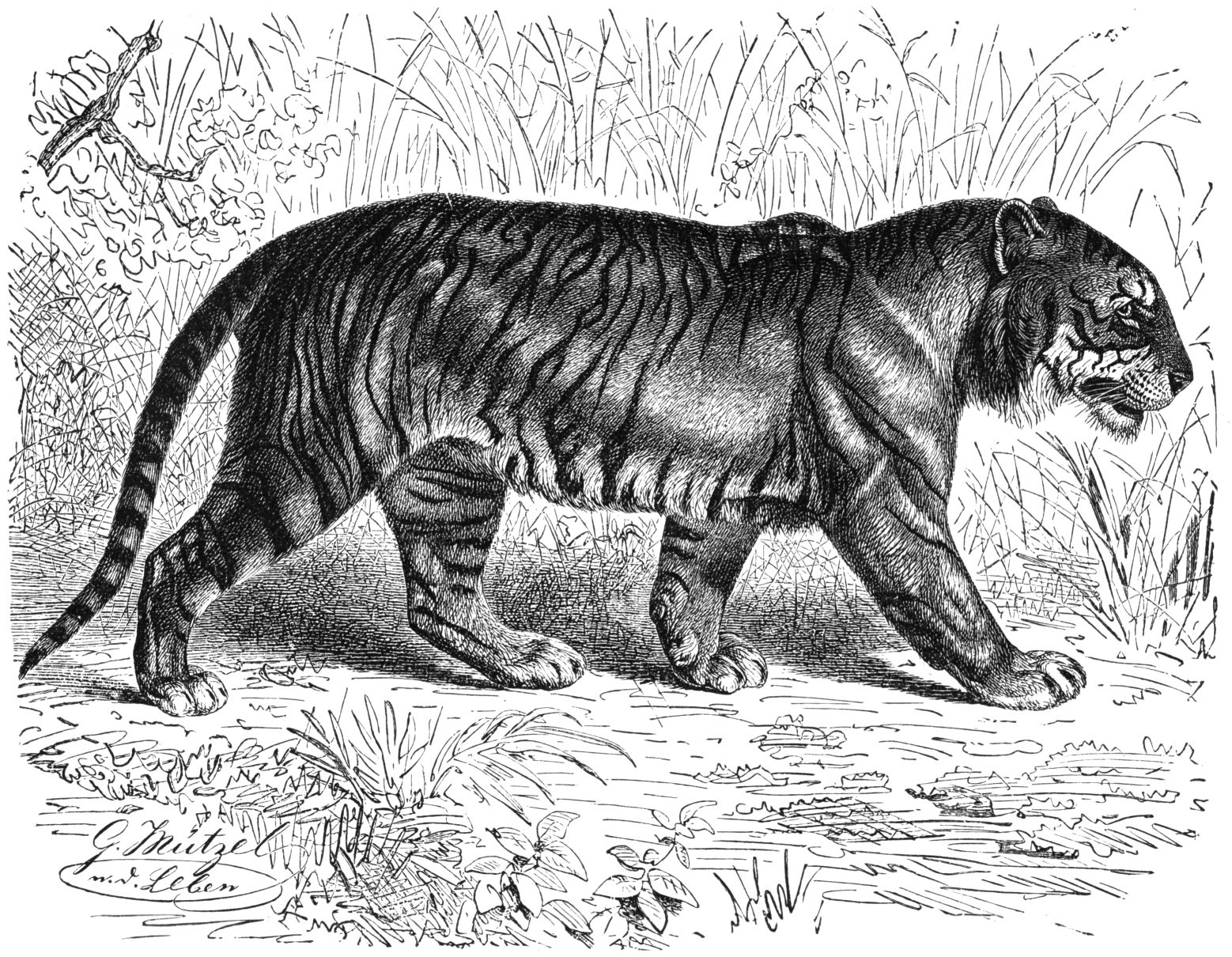
Hình ảnh cổ về hổ Bengal
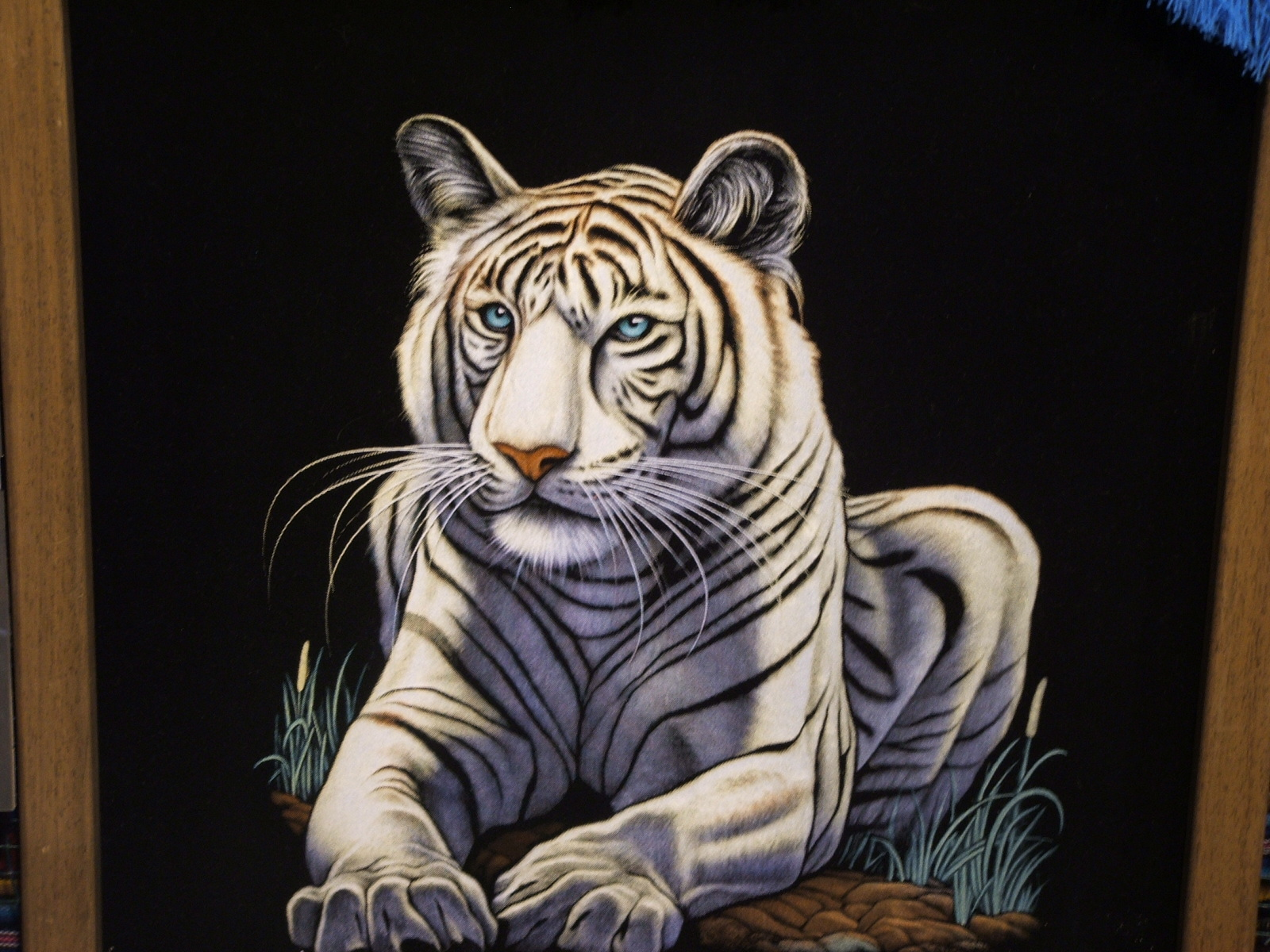
Hổ Bengal trắng
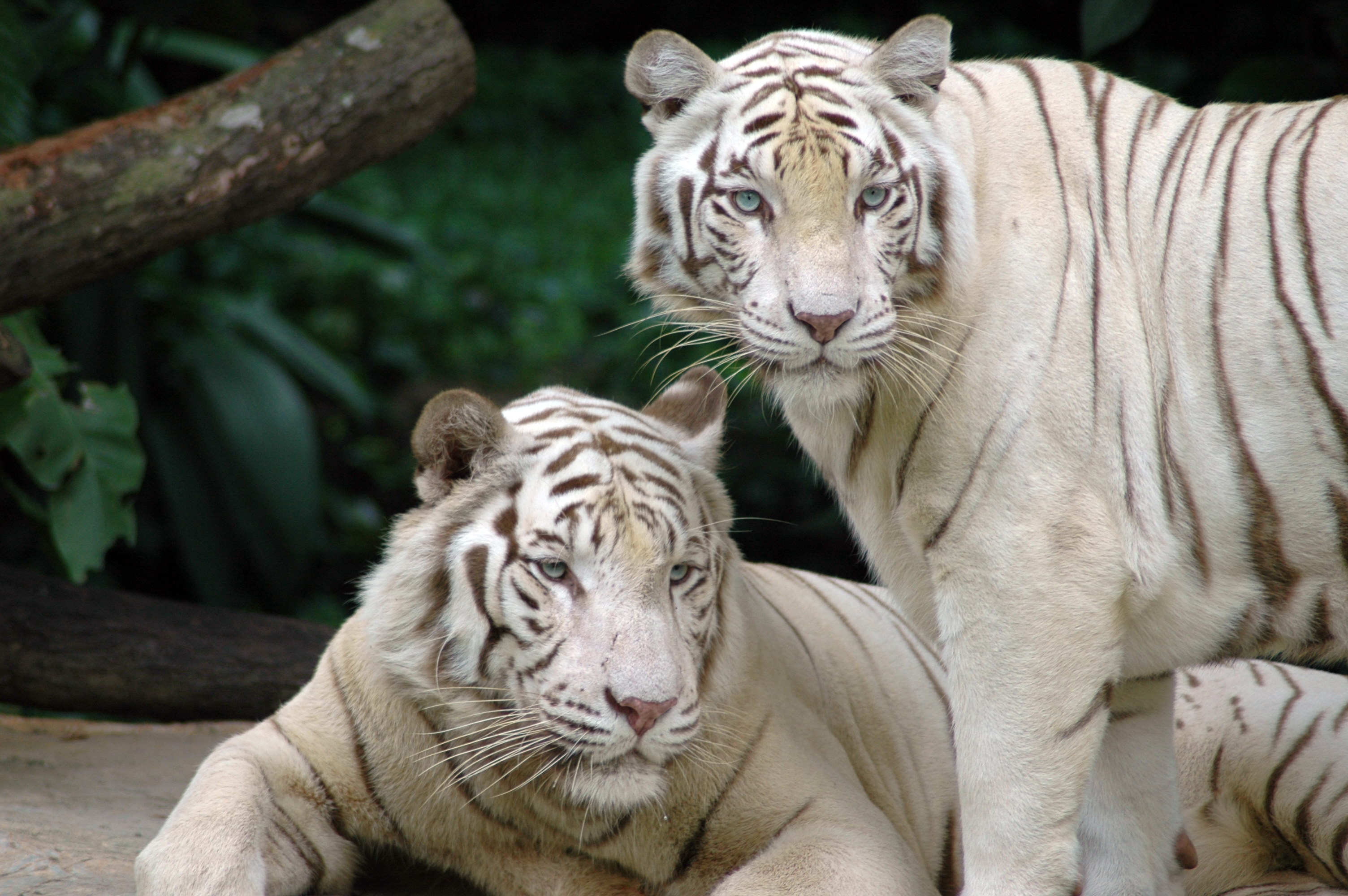
Một đôi hổ Bengal trắng